# 大府市

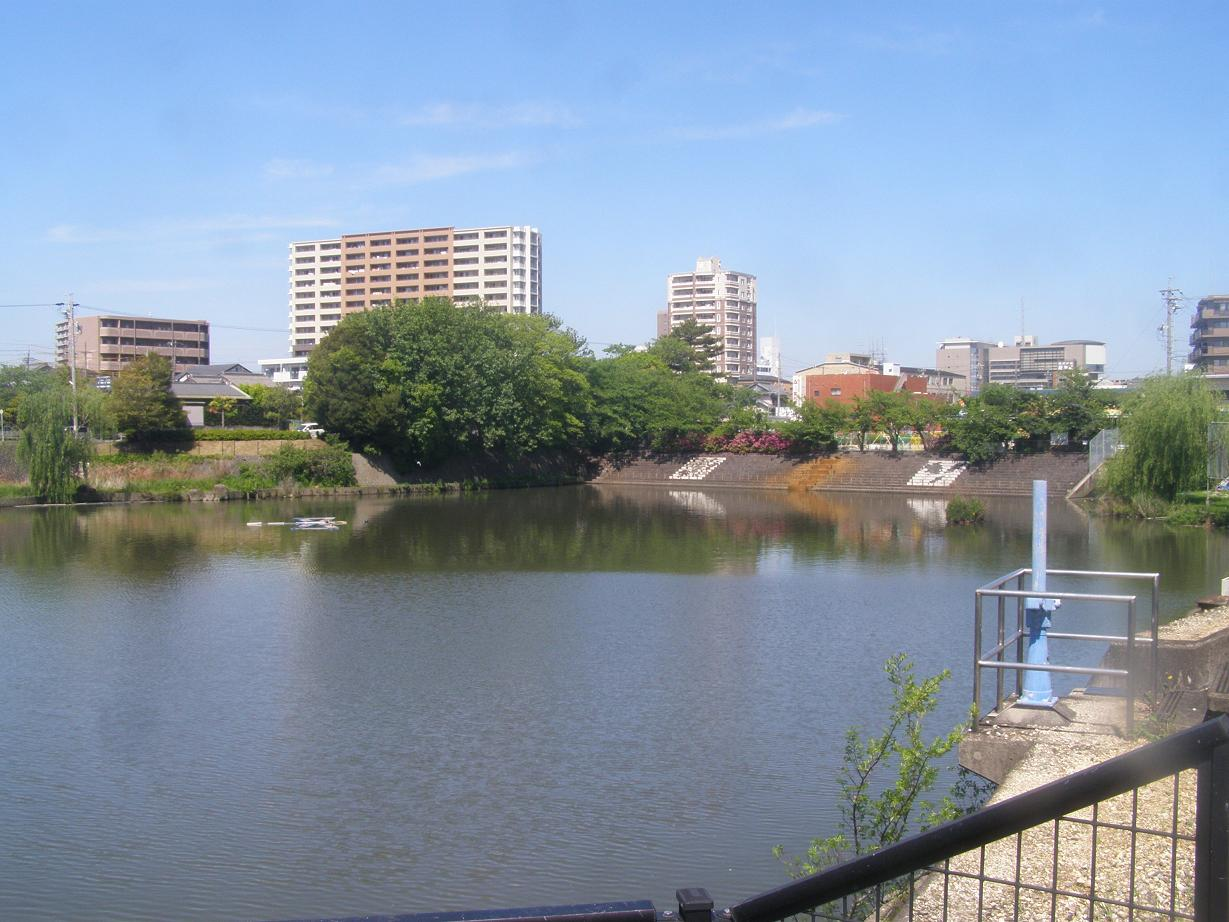
新池と大府市中心市街

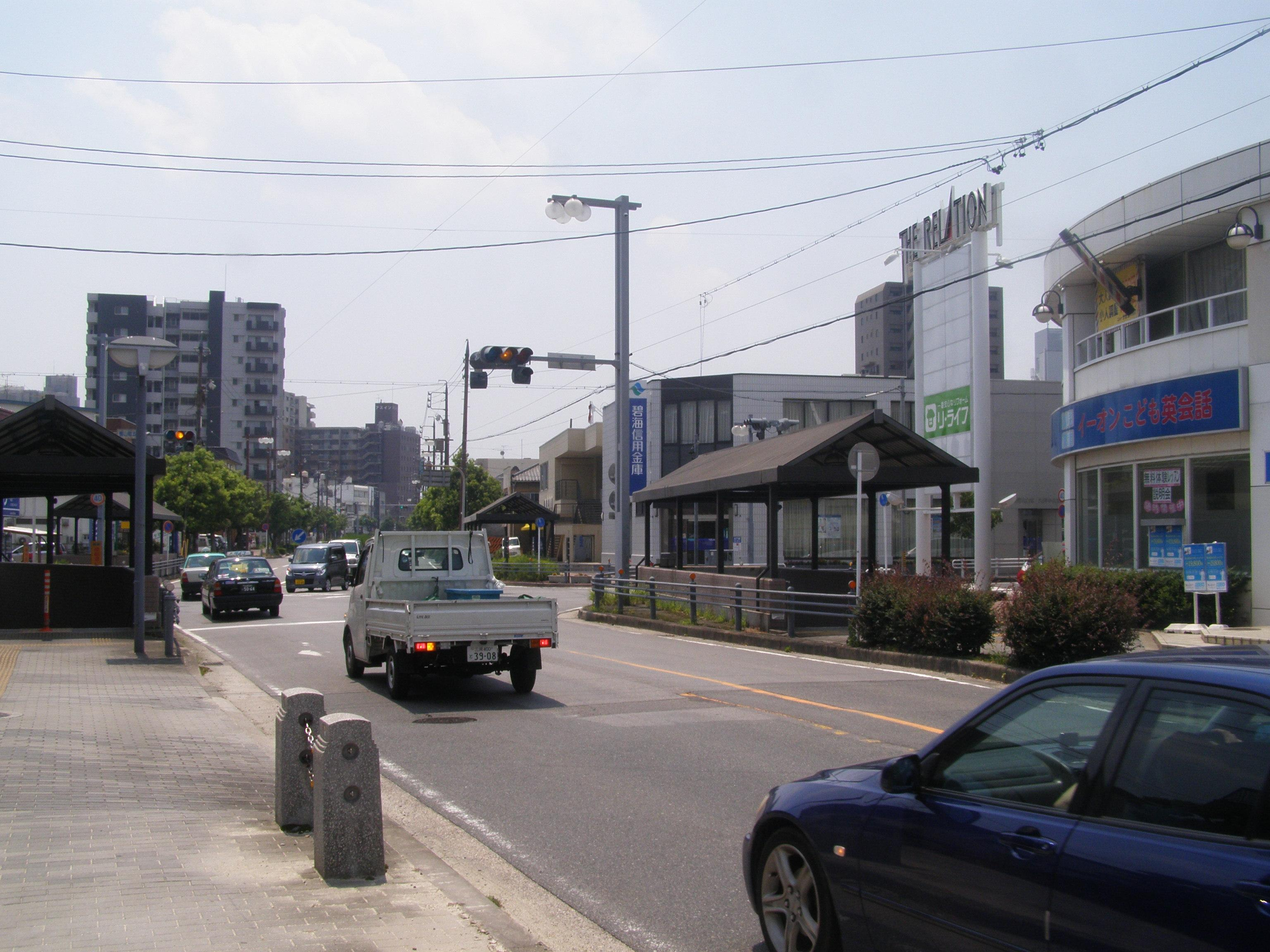
大府駅前通

大府市（おおぶし）は、愛知県西部に位置する市。
市南部には健康・医療・福祉・介護関連の機関が集中するウェルネスバレーを擁する。自動車産業が盛んな工業都市。丘陵部では愛知用水を利用した近郊農業が行われる。

## 地理

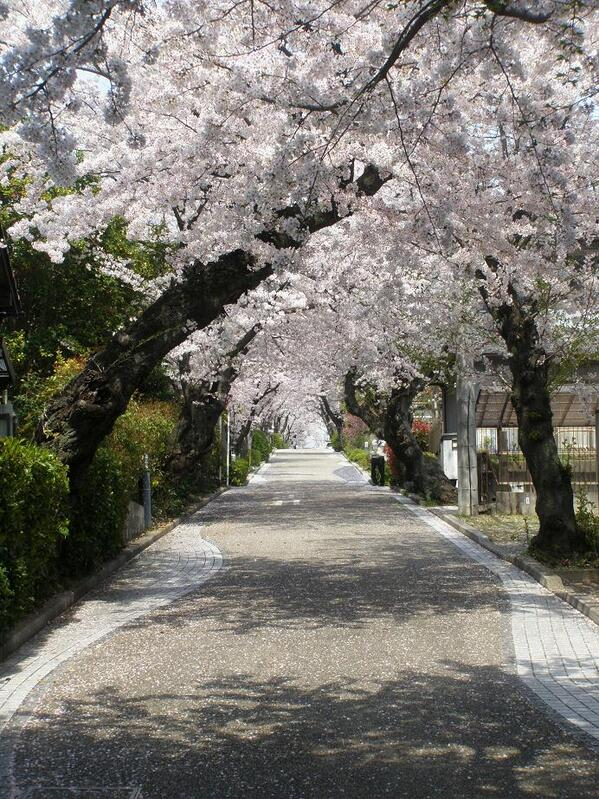
麓の大倉公園と頂の桃山公園とを結ぶ坂道（ガンジ山）

大府市中心部周辺の空中写真。2020年9月5日撮影の8枚を合成作成。。

名古屋市の南東に隣接し、市の東部は三河地方と接している。知多半島の基部に位置し、知多地域の構成自治体では阿久比町と共に海に面していない。
市域の大部分は新第三紀鮮新世に形成されたなだらかな丘陵である。これらの丘陵部では古代から中世にかけて陶業が発達し、現在までにおよそ100の古窯址が発見されているほか、近世までに建造されたとされる農業用の溜池が数多く存在する。また第二次世界大戦後における愛知用水の開通により、現在までにその大部分が急激に園芸用地や住宅地へと変貌を遂げた。
市の東部を境川が南北に、市のほぼ中央部を鞍流瀬川が東西に流れ、小規模な沖積平野を形成している。これらの沖積平野の大部分は、江戸時代に行われた衣ヶ浦の干拓によって生まれた土地である。つまり中世までは、この地は衣ヶ浦最奥部の西岸に位置していたのである。現在当市が知多地域に分類されるのはこのためである。因みに北崎町内には近崎（ちがさき）という地名が残っているが、これは当時の近崎付近が衣ヶ浦に面した岬であり、辺り一面には茅（ちがや）が生い茂っていたことに由来する。当時近崎は、亀崎（現：半田市内）や鳶ヶ崎（現：知多郡南知多町内）と並んで「知多三崎」とも称された。
一方衣ヶ浦干拓によって延長された境川は、やがて上流からの土砂の堆積によって川底が周囲の土地よりも高い天井川となった。このため、同じく江戸時代には農業用水の排水のために五ヶ村川が開削され、境川に流入する河川とは樋門によって立体交差している。現在これらの沖積平野部の大部分は水田用地で、一部は工業用地や住宅地としても開発が進んでいる。また1959年の伊勢湾台風や2000年の東海豪雨の際には沖積平野の大部分が冠水し、甚大な被害をもたらした。
また古来より名古屋市、西三河、知多地域の3地域からの交通の要衝として発達してきた。かつては大浜街道が市域を南北に縦断したほか、現在では国道155号・国道366号、県道57号などの主要道が市内を横断し、北部には伊勢湾岸自動車道、国道23号が東西に走り、西部には知多半島道路が南北に走っている。また鞍流瀬川に沿ってJR東海道本線が走り、大府駅からは武豊線を分岐する。

市の玄関口である大府駅東側は、1969年から区画整理を進めて駅前ロータリーや道路を整備し、大型商業施設「オスカ」や1991年に90店あった大府中央通商店街などが買い物客で賑わっていたが、マイカー社会の進展で郊外型商業施設の立地が進んで客足が減少し、
衰退した。市街地は大府駅と共和駅を中心に発展している。

### 地形

#### 山地
主な山・丘陵
- 井田山
- 上の山
- ガンジ山
- 観音寺山（市最高峰、74.5m）
- 狐山
- 木の山
- 座頭泣かせ山
- 高根山
- 遠山
- 長根山
- 名高山
- 羽根山
- 柊山
- 横根山

#### 河川

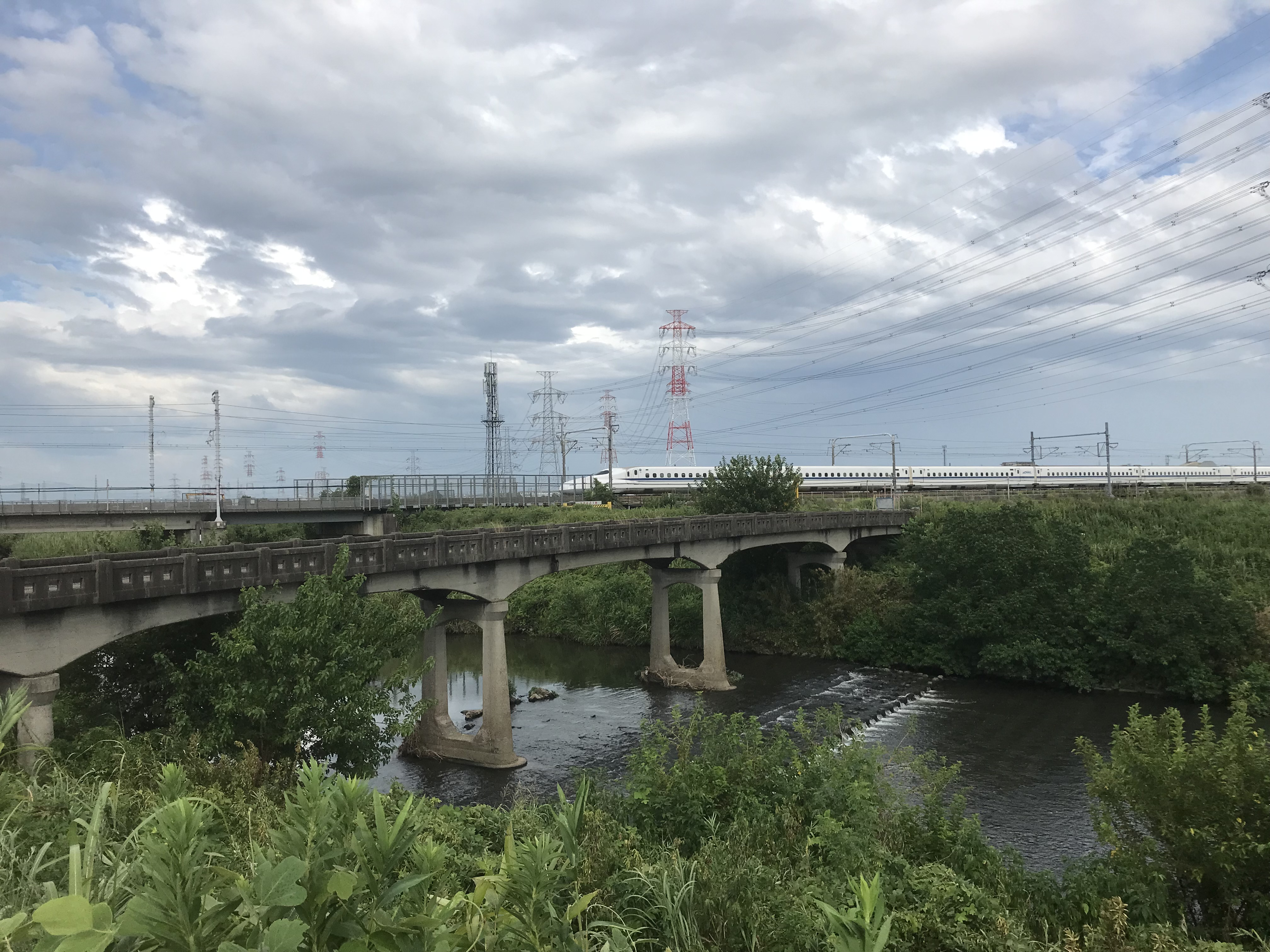
境川に架かる清水橋（昭和初期築造）と東海道新幹線。北崎町付近。

境川水系
- 石根川
- 延明寺川
- 尾坂田川
- 鞍流瀬川
- 五ヶ村川
- 境川
- 新川
- 正戸川
- 砂川
- 高根川
- 長草川
- 半月川
- 皆瀬川
- 明神川
- 矢戸川
- 横根川
- 石ヶ瀬川

大田川水系
- 上野新川

天白川水系
- 大高川
- 瀬木川

その他
- 愛知用水

#### 湖沼
丘陵部には溜池が多く、近年は公園としての整備も進んでいる。なお、ここでは上池と下池を合わせて表記する。
主な池
- 荒池（共和町）
- 茨池（北崎町）
- 杁口池（長草町）
- 午池（横根町）
- 大池（梶田町）
- 奥池（桜木町）
- 御城池（神田町）
- 海陸兵池（半月町）
- 上釜池、下釜池（梶田町）
- 籠池（長草町）
- 上鴨池、下鴨池（桃山町）
- 上池（北崎町）
- 神様池（宮内町）
- 上宮池、下宮池（明成町）
- 亀池（長草町）
- 川池（若草町）
- 北崎大池、星名池（北崎町）
- 口無大池（共和町）
- 源竹池（長草町）
- 権兵衛池（長草町）
- 白魦池（長草町）
- 新池（若草町）
- 宝池（横根町）
- 立会池（大府町）
- 辰池、源ヶ池（神田町）
- トチネ池（追分町）
- 鳥池（明成町）
- 長草大池（長草町）
- 二ツ池 - 増田池、平戸池（横根町）
- 横根大池（横根町）

### 地域
| 町名   | 読み方             | 発足日                                                                 | 備考                   |
| ------ | ------------------ | ---------------------------------------------------------------------- | ---------------------- |
| 朝日町 | あさひちょう       | 1986年2月10日 (大府町の一部より成立)                                   |                        |
| 馬池町 | うまいけちょう     | 1995年9月30日 (吉田町などの一部より成立)                               |                        |
| 江端町 | えばたちょう       | 1991年12月14日 (大府町の一部より成立)                                  |                        |
| 追分町 | おいわけちょう     | 1978年12月11日 (共和町の一部より成立)                                  |                        |
| 大府町 | おおぶまち         | 1970年9月1日 (市制施行と同時に成立)                                    | 大府町時代は大字大府。 |
| 梶田町 | かじたちょう       | 1980年2月12日 (共和町・長根町の各一部より成立)                         |                        |
| 神田町 | かんだちょう       | 1999年9月25日 (北崎町などの一部より成立)                               |                        |
| 北崎町 | きたさきちょう     | 1999年9月25日 (北崎町の一部より成立)                                   |                        |
| 北崎町 | きたさきまち       | 1970年9月1日 (市制施行と同時に成立)                                    | 大府町時代は大字北崎。 |
| 北山町 | きたやまちょう     | 1987年2月11日 (共和町・長根町の各一部より成立)                         |                        |
| 共栄町 | きょうえいちょう   | 1977年2月14日 (共和町の一部より成立)                                   |                        |
| 共西町 | きょうせいちょう   | 1988年2月15日 (共和町・長草町の各一部より成立)                         |                        |
| 共和町 | きょうわちょう     | 1975年4月1日 (共和町の一部より成立)                                    |                        |
| 共和町 | きょうわまち       | 1970年9月1日 (市制施行と同時に成立)                                    | 大府町時代は大字共和。 |
| 米田町 | こめだちょう       | 1994年10月30日 (吉田町の一部より成立)                                  |                        |
| 桜木町 | さくらぎちょう     | 1994年1月22日 (吉田町の一部より成立)                                   |                        |
| 高丘町 | たかおかちょう     | 1994年10月8日 (吉田町の一部より成立)                                   |                        |
| 大東町 | だいとうちょう     | 1993年1月23日 (大府町などの一部より成立)                               |                        |
| 中央町 | ちゅうおうちょう   | 1982年2月1日 (大府町の一部より成立)                                    |                        |
| 月見町 | つきみちょう       | 1990年1月22日 (大府町などの一部より成立)                               |                        |
| 東新町 | とうしんちょう     | 1978年2月13日 (共和町の一部より成立)                                   |                        |
| 長草町 | ながくさまち       | 1970年9月1日 (市制施行と同時に成立)                                    | 大府町時代は大字長草。 |
| 長根町 | ながねちょう       | 1989年1月30日 (大府町・共和町などの一部より成立)                       |                        |
| 半月町 | はんつきちょう     | 2002年9月28日 (吉田町・森岡町などの一部より成立)                       |                        |
| 柊山町 | ひいらぎやまちょう | 2007年11月10日 (長草町などの一部より成立)                              |                        |
| 一屋町 | ひとつやちょう     | 2011年10月8日 (共和町・大府町・森岡町・桃山町・追分町の各一部より成立) |                        |
| 宮内町 | みやうちちょう     | 1997年9月27日 (吉田町の一部より成立)                                   |                        |
| 明成町 | めいせいちょう     | 1992年1月27日 (長草町・共和町などの一部より成立)                       |                        |
| 桃山町 | ももやまちょう     | 1973年8月11日 (大府町・共和町の各一部より成立)                         |                        |
| 森岡町 | もりおかちょう     | 2002年9月28日 (森岡町などの一部より成立)                               |                        |
| 森岡町 | もりおかまち       | 1970年9月1日 (市制施行と同時に成立)                                    | 大府町時代は大字森岡。 |
| 横根町 | よこねまち         | 1970年9月1日 (市制施行と同時に成立)                                    | 大府町時代は大字横根。 |
| 吉川町 | よしかわちょう     | 1995年9月30日 (吉田町の一部より成立)                                   |                        |
| 吉田町 | よしだちょう       | 1997年9月27日 (吉田町の一部より成立)                                   |                        |
| 吉田町 | よしだまち         | 1970年9月1日 (市制施行と同時に成立)                                    | 大府町時代は大字吉田。 |
| 若草町 | わかくさちょう     | 1991年1月14日 (大府町などの一部より成立)                               |                        |

### 気候
| 大府（2012年 - 2020年）の気候      | 大府（2012年 - 2020年）の気候 | 大府（2012年 - 2020年）の気候 | 大府（2012年 - 2020年）の気候 | 大府（2012年 - 2020年）の気候 | 大府（2012年 - 2020年）の気候 | 大府（2012年 - 2020年）の気候 | 大府（2012年 - 2020年）の気候 | 大府（2012年 - 2020年）の気候 | 大府（2012年 - 2020年）の気候 | 大府（2012年 - 2020年）の気候 | 大府（2012年 - 2020年）の気候 | 大府（2012年 - 2020年）の気候 | 大府（2012年 - 2020年）の気候 |
| 月                                 | 1月                           | 2月                           | 3月                           | 4月                           | 5月                           | 6月                           | 7月                           | 8月                           | 9月                           | 10月                          | 11月                          | 12月                          | 年                            |
| ---------------------------------- | ----------------------------- | ----------------------------- | ----------------------------- | ----------------------------- | ----------------------------- | ----------------------------- | ----------------------------- | ----------------------------- | ----------------------------- | ----------------------------- | ----------------------------- | ----------------------------- | ----------------------------- |
| 最高気温記録 °C （°F）             | 18.2 (64.8)                   | 22.4 (72.3)                   | 24.8 (76.6)                   | 28.8 (83.8)                   | 33.4 (92.1)                   | 38.0 (100.4)                  | 38.8 (101.8)                  | 38.9 (102)                    | 36.9 (98.4)                   | 31.9 (89.4)                   | 25.8 (78.4)                   | 23.8 (74.8)                   | 38.9 (102)                    |
| 平均最高気温 °C （°F）             | 9.5 (49.1)                    | 10.4 (50.7)                   | 15.2 (59.4)                   | 19.8 (67.6)                   | 25.4 (77.7)                   | 27.7 (81.9)                   | 31.5 (88.7)                   | 33.6 (92.5)                   | 29.1 (84.4)                   | 23.6 (74.5)                   | 17.6 (63.7)                   | 11.6 (52.9)                   | 21.3 (70.3)                   |
| 日平均気温 °C （°F）               | 5.3 (41.5)                    | 5.9 (42.6)                    | 10.0 (50)                     | 14.8 (58.6)                   | 20.0 (68)                     | 23.1 (73.6)                   | 27.1 (80.8)                   | 28.7 (83.7)                   | 24.5 (76.1)                   | 19.1 (66.4)                   | 13.0 (55.4)                   | 7.4 (45.3)                    | 16.6 (61.9)                   |
| 平均最低気温 °C （°F）             | 1.1 (34)                      | 1.8 (35.2)                    | 5.2 (41.4)                    | 9.9 (49.8)                    | 14.9 (58.8)                   | 19.3 (66.7)                   | 23.8 (74.8)                   | 25.0 (77)                     | 20.9 (69.6)                   | 15.3 (59.5)                   | 8.6 (47.5)                    | 3.2 (37.8)                    | 12.5 (54.5)                   |
| 最低気温記録 °C （°F）             | −4.7 (23.5)                   | −4.3 (24.3)                   | −1.6 (29.1)                   | 2.7 (36.9)                    | 6.2 (43.2)                    | 12.8 (55)                     | 18.7 (65.7)                   | 19.5 (67.1)                   | 12.1 (53.8)                   | 6.6 (43.9)                    | −0.6 (30.9)                   | −3.3 (26.1)                   | −4.7 (23.5)                   |
| 降水量 mm （inch）                 | 53.3 (2.098)                  | 56.3 (2.217)                  | 113.8 (4.48)                  | 141.1 (5.555)                 | 128.5 (5.059)                 | 164.0 (6.457)                 | 177.9 (7.004)                 | 141.4 (5.567)                 | 186.7 (7.35)                  | 222.7 (8.768)                 | 61.8 (2.433)                  | 65.4 (2.575)                  | 1,506 (59.291)                |
| 平均降水日数 （≥1.0 mm）           | 5.6                           | 5.8                           | 8.6                           | 8.6                           | 8.3                           | 11.3                          | 11.0                          | 8.3                           | 10.5                          | 9.6                           | 6.4                           | 6.8                           | 100.5                         |
| 平均月間日照時間                   | 187.1                         | 174.6                         | 210.0                         | 204.3                         | 239.4                         | 168.6                         | 176.1                         | 224.7                         | 154.8                         | 158.1                         | 169.1                         | 165.5                         | 2,234.3                       |
| 出典1：Japan Meteorological Agency |                               |                               |                               |                               |                               |                               |                               |                               |                               |                               |                               |                               |                               |
| 出典2：気象庁                      |                               |                               |                               |                               |                               |                               |                               |                               |                               |                               |                               |                               |                               |

### 人口
2015年度国勢調査によれば、総人口は89,157人であった。昼間人口89,828人で、昼夜間人口比率は100.8%となっている。
| |                                        |  |
| 大府市と全国の年齢別人口分布（2005年） | 大府市の年齢・男女別人口分布（2005年） |  |
| ■紫色 ― 大府市 ■緑色 ― 日本全国 | ■青色 ― 男性 ■赤色 ― 女性              |  |
| 大府市（に相当する地域）の人口の推移 \| 1970年（昭和45年） \| 48,960人 \| \| \| 1975年（昭和50年） \| 56,211人 \| \| \| 1980年（昭和55年） \| 62,277人 \| \| \| 1985年（昭和60年） \| 66,696人 \| \| \| 1990年（平成2年） \| 69,720人 \| \| \| 1995年（平成7年） \| 73,096人 \| \| \| 2000年（平成12年） \| 75,273人 \| \| \| 2005年（平成17年） \| 80,262人 \| \| \| 2010年（平成22年） \| 85,249人 \| \| \| 2015年（平成27年） \| 89,157人 \| \| \| 2020年（令和2年） \| 93,123人 \| \| |                                        |  |
| 総務省統計局 国勢調査より |                                        |  |
| 1970年（昭和45年） | 48,960人                               |  |
| 1975年（昭和50年） | 56,211人                               |  |
| 1980年（昭和55年） | 62,277人                               |  |
| 1985年（昭和60年） | 66,696人                               |  |
| 1990年（平成2年） | 69,720人                               |  |
| 1995年（平成7年） | 73,096人                               |  |
| 2000年（平成12年） | 75,273人                               |  |
| 2005年（平成17年） | 80,262人                               |  |
| 2010年（平成22年） | 85,249人                               |  |
| 2015年（平成27年） | 89,157人                               |  |
| 2020年（令和2年） | 93,123人                               |  |

### 隣接する自治体・行政区
愛知県
- 名古屋市（緑区）
- 東海市
- 豊明市
- 刈谷市
- 知多郡東浦町

## 歴史

### 原始
現在の市域の大部分は、かつて衣ヶ浦と呼ばれた遠浅の海の一部であり、魚介類が豊富であったことなどから先史時代より人々が集住していた。市域最古の遺跡とされるのが旧石器時代の共栄遺跡（共栄町）であり、石鏃などの打製石器や剥片石器が出土している。
縄文時代になると、衣ヶ浦沿岸の丘陵部には桟敷貝塚（朝日町）をはじめとする多くの貝塚がつくられた。
弥生時代以降の遺跡としては子安神社遺跡（共和町）が最も規模が大きく、弥生土器や土師器などが出土した。

### 古代
古墳時代になるとこの地方にも大和政権の支配が及び、尾張国造の支配域である尾張国の一部となり、衣ヶ浦を挟んで隣国の三河国と接した。さらに8世紀以降は知多郡に編入された。当時の遺跡としては高山古墳（中央町）が確認されているが、古墳の規模などの詳細は不明である。
飛鳥時代から奈良時代の遺跡としては惣作遺跡（横根町）がある。この遺跡からは多数の製塩土器が出土し、製塩が行われていたと推測される。また
729年（天平元年）には、行基が円通寺（共和町）を創建したと伝えられる。
平安時代になると、市域には尾張国衙領や熱田社の荘園が存在した。また窯業生産も盛んであったようで、市域にある羽根山古窯群（横根町）をはじめとする古代から中世にかけてのおよそ100の古窯址群は、猿投山古窯址群に含まれる。の特に吉田第1号窯・吉田第2号窯（ともに吉田町）で生産された瓦が鳥羽上皇の宮殿に用いられたことが分かっている。その他市内には、814年（弘仁5年）に弘法大師（空海）が三河国から衣ヶ浦を渡って尾張国に上陸した際に宿泊したと伝えられるおしも井戸（朝日町）という場所がある。

### 中世

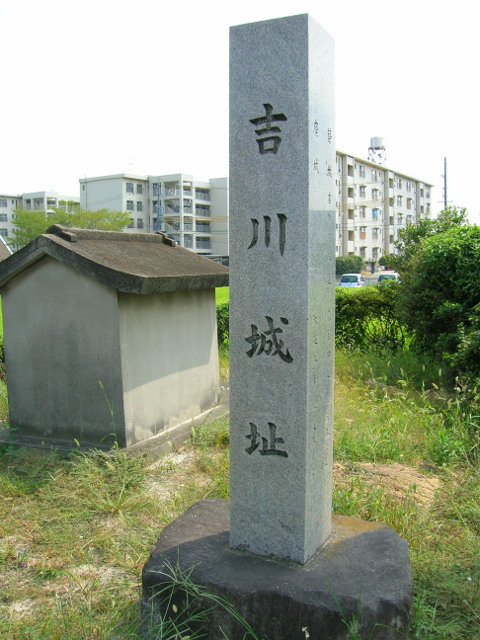
吉川城址

鎌倉時代になると尾張の国にも鎌倉幕府の支配が及び、小野氏、中条氏、名越氏などの北条氏一門が守護に任じられて各荘園にも地頭も設置された。現在の長草天神社（長草町）付近には、この地の地頭藤田民部の長草城があった。
なお、市内の芦沢の井（吉田町）は、1185年（元暦2年）の壇ノ浦の戦いで敗れた平家の武将平景清が居住した地と伝えられている。
室町時代になると知多郡は三河国守護一色氏の支配下に入った。そして15世紀後半に水野貞守が緒川城を築城すると、市域は水野氏の支配下に入った。1467年（応仁元年）に応仁の乱が起き、日本は戦国時代を迎えた。戦国時代後期、尾張の織田信秀が守護の斯波氏や守護代の清洲織田氏をしのぐ勢いとなって実権を握った。水野氏との衝突が起こったが、後に両者は和睦し、知多半島北部は水野氏の支配下にとどまった（「水野氏#織水同盟と滅亡」参照）。なお延命寺（大東町）には水野氏に関連する書類等が保管されている。また永禄年間には駿河の今川義元の勢力が尾張国にも及び、1558年（永禄元年）から1561年（永禄4年）にかけて、信秀の跡を継いだ織田信長と今川義元、そして水野信元と松平元康（後の徳川家康）が市内を流れる石ヶ瀬川を挟んで衝突した（石ヶ瀬川の戦い）。その間の1560年（永禄3年）に桶狭間の戦いで今川義元は敗死しており、織田・水野氏は松平元康と和睦し（清洲同盟）、尾張国は統一された。なお、当時市域には追分城や横根城が築城され、現在は首塚などが遺っている。
また京都の公家七津大夫（ななつたゆう）(滝本中納言)が応仁の乱の戦火を避けて大清水（桃山町）付近に移住し、村を「大夫」と名付けたとされ、現在の市名の由来とも伝えられている。
その他、室町時代の遺跡としては吉加波入道によって1397年（応永4年）に築城された吉川城址（吉川町）や15世紀末に築城された丸根城址（共栄町）があるが、遺構などは遺されていない。

### 近世
江戸時代、市域は尾張藩の支配に属した。1608年（慶長13年）には江戸幕府による全国的な検地が実施され、市域では半月村・横根村・吉川村の検地帳が現存している。またこの頃になると衣ヶ浦は境川や逢妻川の堆積によって埋め立てられ、新田開発の一環として大規模な干拓が行われた。また両河川が天井川になり排水が困難になったことから、新たに五ヶ村川が開削された。こうして衣ヶ浦は大幅に縮小され、現在とほぼ等しい河川の流路が形成された。また丘陵部でも溜池が盛んに建設された。
1782年（天明2年）に鳴海陣屋（現：名古屋市緑区）が設置されると、市域の農民はこの配下に入り、年貢などを納めた。特に東海道の鳴海宿に近接した村は、助郷役なども課された。当時から市域では人の往来が盛んであり、東浦街道などの街道も整備され、道しるべの石柱なども現存している。また、隣りの刈谷藩とも交流があった。

### 近現代
明治維新後、尾張藩は名古屋藩になり、鳴海陣屋は廃止された。さらに明治4年の廃藩置県によって名古屋藩から名古屋県となり、知多郡はここに編入された。しかし三河の10県が統一して額田県になると、知多郡はそちらに繰り入れられた。明治5年に両県は合併して愛知県となった。
明治22年以降、市域の諸村が合併して「大府村」となり、初代村長には鈴置善平が就任した。
明治19年には武豊線が開通し、翌年には大府駅が営業を開始した。さらに翌年には東海道本線が開通し、大府は東海道本線と武豊線の分岐点として、交通の要衝となった。
大正4年には町制を施行して「大府町」となり、初代町長には深谷甲太郎が就任した。
第二次世界大戦期には、現在の豊田自動織機長草工場付近に三菱航空機知多工場があり、陸軍の四式重爆撃機「飛龍」を生産した。その工場の北西には出荷用の飛行場が建設され、国鉄大府駅との間には専用鉄道が敷設されていた。三菱は当時の大府町と隣接の上野町にまたがる丘陵地帯に、およそ570万坪の土地を取得した。知多丘陵地の山を削り、谷を埋める30か月にわたる大工事の末、1944年4月に長さ1,300mの滑走路に総組立工場と整備工場が付属した三菱航空機知多工場が完成した。さらに、1944年12月より、上野町大字富木島に航空本部の飛行場拡張工事が実施され、近隣集落から多くの勤労奉仕者が出た。
市域は大きな空襲を免れて終戦を迎えた。その後、大府飛行場の一部は農業開拓者の農場に転換され、残り6万坪も旧大府町の斡旋により、1952年2月に豊田自動織機製作所が買い受けた。
戦後、愛知用水が開削されると、市域の丘陵部では園芸が盛んになり、名古屋市に生鮮野菜を供給する近郊農業の一大拠点へと変貌した。さらに工業の面でも豊田自動織機や住友重機械工業をはじめとする大企業のほか中小企業の誘致が推進され、高度経済成長期を経て中京工業地帯の一翼を担う工業都市へと成長を遂げた。
その一方で宅地造成も積極的に推進され、昭和45年に市制施行した。また、昭和49年施行の第1次総合計画により「健康都市」が市の都市目標として定められ、さらに昭和61年に「健康都市宣言」をし、平成18年には健康都市連合に加盟した。現在は東浦町と共同でウェルネスバレー構想を掲げ、医療サービスやスポーツなど健康関連諸分野の充実化を推進している。2008年（平成20年）10月1日にはレジ袋の有料化を実施した。

### 年表（明治以降）
- 1906年（明治39年）5月1日 - 知多郡大府村、吉田村、共和村、北崎村、横根村、長草村と森岡村の一部が合併し、大府村が発足、現在の市域となる。
- 1915年（大正4年）11月1日 - 町制施行、大府町となる。
- 1970年（昭和45年）9月1日 - 市制施行。大府市となり、愛知県下24番目の市として誕生。
- 1993年（平成5年）11月20日 - ポート・フィリップ市（オーストラリア・ビクトリア州）と姉妹都市提携締結。
- 2006年（平成18年）6月5日 - WHO健康都市連合日本支部に加盟。
- 2006年（平成18年）7月 - WHO健康都市連合西太平洋地域に加盟。
- 2006年（平成18年）8月26日 - 滋賀県長浜市と災害時相互応援協定を締結。
- 2008年（平成20年）2月1日 - 岩手県遠野市と災害時相互応援協定を締結。
- 2010年（平成22年）10月1日 - 岩手県遠野市と友好都市提携を締結。
- 2014年（平成26年）2月19日 - 富山県小矢部市と災害時相互応援協定を締結。
- 2018年（平成30年）11月13日 - 愛媛県新居浜市と都市間交流協定を締結。
- 2020年（令和2年）10月 - 韓国洪城郡と都市間交流協定締結のための協議開始に関する覚書を締結[広報 2]。
- 2022年（令和4年）11月 - 韓国洪城郡と友好交流活性化協約を締結[広報 2]。
- 2024年（令和4年）9月24日 - 韓国洪城郡と姉妹都市提携締結[広報 3]。

| 郡       | 明治22年以前 | 明治22年以前            | 明治22年以前   | 明治22年10月1日 | 明治22年 - 明治45年     | 明治22年 - 明治45年        | 大正元年 - 大正15年        | 昭和元年 - 現在            |
| -------- | ------------ | ----------------------- | -------------- | --------------- | ----------------------- | -------------------------- | -------------------------- | -------------------------- |
| 知 多 郡 | 追分村       | 共和村 （桶狭間を除く） | 共和村         | 共和村          | 共和村 （桶狭間を除く） | 明治39年5月1日 合併 大府村 | 大正4年11月1日 町制 大府町 | 昭和45年9月1日 市制 大府市 |
| 知 多 郡 | 横根追分村   | 共和村 （桶狭間を除く） | 共和村         | 共和村          | 共和村 （桶狭間を除く） | 明治39年5月1日 合併 大府村 | 大正4年11月1日 町制 大府町 | 昭和45年9月1日 市制 大府市 |
| 知 多 郡 | 追分新田     | 共和村 （桶狭間を除く） | 共和村         | 共和村          | 共和村 （桶狭間を除く） | 明治39年5月1日 合併 大府村 | 大正4年11月1日 町制 大府町 | 昭和45年9月1日 市制 大府市 |
| 知 多 郡 | 木之山村     | 共和村 （桶狭間を除く） | 共和村         | 共和村          | 共和村 （桶狭間を除く） | 明治39年5月1日 合併 大府村 | 大正4年11月1日 町制 大府町 | 昭和45年9月1日 市制 大府市 |
| 知 多 郡 | 八ツ屋新田   | 共和村 （桶狭間を除く） | 共和村         | 共和村          | 共和村 （桶狭間を除く） | 明治39年5月1日 合併 大府村 | 大正4年11月1日 町制 大府町 | 昭和45年9月1日 市制 大府市 |
| 知 多 郡 | 又右衛門新田 | 共和村 （桶狭間を除く） | 共和村         | 共和村          | 共和村 （桶狭間を除く） | 明治39年5月1日 合併 大府村 | 大正4年11月1日 町制 大府町 | 昭和45年9月1日 市制 大府市 |
| 知 多 郡 | 伊右衛門新田 | 共和村 （桶狭間を除く） | 共和村         | 共和村          | 共和村 （桶狭間を除く） | 明治39年5月1日 合併 大府村 | 大正4年11月1日 町制 大府町 | 昭和45年9月1日 市制 大府市 |
| 知 多 郡 | 長草村       | 共和村 （桶狭間を除く） | 長草村         | 長草村          | 長草村                  | 明治39年5月1日 合併 大府村 | 大正4年11月1日 町制 大府町 | 昭和45年9月1日 市制 大府市 |
| 知 多 郡 | 横根村       | 横根村                  | 横根村         | 横根村          | 横根村                  | 明治39年5月1日 合併 大府村 | 大正4年11月1日 町制 大府町 | 昭和45年9月1日 市制 大府市 |
| 知 多 郡 | 大府村       | 大府村                  | 大府村         | 大府村          | 大府村                  | 明治39年5月1日 合併 大府村 | 大正4年11月1日 町制 大府町 | 昭和45年9月1日 市制 大府市 |
| 知 多 郡 | 広恵新田     | 大府村                  | 大府村         | 大府村          | 大府村                  | 明治39年5月1日 合併 大府村 | 大正4年11月1日 町制 大府町 | 昭和45年9月1日 市制 大府市 |
| 知 多 郡 | 北尾村       | 北崎村                  | 北崎村         | 北崎村          | 北崎村                  | 明治39年5月1日 合併 大府村 | 大正4年11月1日 町制 大府町 | 昭和45年9月1日 市制 大府市 |
| 知 多 郡 | 近崎村       | 北崎村                  | 北崎村         | 北崎村          | 北崎村                  | 明治39年5月1日 合併 大府村 | 大正4年11月1日 町制 大府町 | 昭和45年9月1日 市制 大府市 |
| 知 多 郡 | 吉川村       | 吉田村                  | 吉田村         | 吉田村          | 吉田村                  | 明治39年5月1日 合併 大府村 | 大正4年11月1日 町制 大府町 | 昭和45年9月1日 市制 大府市 |
| 知 多 郡 | 半月村       | 吉田村                  | 吉田村         | 吉田村          | 吉田村                  | 明治39年5月1日 合併 大府村 | 大正4年11月1日 町制 大府町 | 昭和45年9月1日 市制 大府市 |
| 知 多 郡 | 猪伏村       | 森岡村（一部）          | 森岡村（一部） | 森岡村（一部）  | 森岡村（一部）          | 明治39年5月1日 合併 大府村 | 大正4年11月1日 町制 大府町 | 昭和45年9月1日 市制 大府市 |

## 行政

### 市長
- 市長：岡村秀人（2016年4月13日就任、2期目）

歴代首長一覧
- 大府村時代
  - 初代 鈴置善平（1906年）
  - 二代 花井惣兵衛（1906年 - 1907年）
  - 三代 深谷甲太郎（1907年 - 1917年）
  - 四代 相木蒼平（1917年 - 1915年町制施行 - 1920年）
- 大府町時代
  - 初代 相木蒼平
  - 二代 花井惣兵衛（1920年 - 1926年）
  - 三代 酒井鼎一（1926年 - 1946年）
  - 四代 山口愛次（1946年 - 1947年）
  - 五代 斉藤幸信（1947年 - 1951年）…公選初代
  - 六代 山口愛次（1951年 - 1966年）
  - 七代 大島武雄（1966年 - 1970年）
- 大府市時代
  - 初代 大島武雄（1970年 - 1980年）
  - 二代 鷹羽操（1980年 - 1992年）
  - 三代 福島務（1992年 - 2008年）
  - 四代 久野孝保（2008年 - 2016年）
  - 五代 岡村秀人（2016年 - ）

### 行政体系
- 企画政策部
  - 秘書人事課
  - 企画広報戦略課
  - 法務財政課

- 総務部
  - 行政管理課
  - デジタル戦略室
  - 市民課
  - 税務課

- 市民協働部
  - 協働推進課
  - 文化スポーツ交流課
  - 危機管理課
  - 環境課

- 福祉部
  - 地域福祉課
  - 福祉総合相談室
  - 高齢障がい支援課
  - 保険医療課

- 健康未来部
  - 健康未来政策課
  - 幼児教育保育課
  - こども若者女性課
  - 健康増進課

- 都市整備部
  - 都市政策課
  - 中心市街地整備室
  - 道路整備課
  - 水緑公園課
  - 建設総務課

- 産業振興部
  - 農業振興課
  - 商工業ウェルネスバレー推進課

- 水と緑の部
  - 水道経営課
  - 水道工務課

- 会計管理者
  - 会計課

- 教育委員会
  - 学校教育課

- 農業委員会事務局
- 監査委員事務局
- 議会事務局
  - 議事課

- 議会事務局
  - 議会事務局

- 消防本部
  - 消防総務課
  - 予防課
  - 消防署

### 財政
- 財政力指数は令和2年度で1.13（3ヵ年平均で1.14）で地方交付税不交付団体となっている[広報 4]。

### 市役所
- 大府市役所
- 大府市商工会議所
- 大府市就業支援センター ワークプラザおおぶ（NTT西日本大府ビル内）
- 大府市消費生活センター（NTT西日本大府ビル内）
- 大府市消防本部
  - 共長出張所
  - 大府分団
  - 横根分団
  - 北崎分団
  - 共和分団
  - 長草分団
  - 吉田分団
  - 森岡分団
- 東海警察署大府幹部交番
  - 共和交番
  - 神田交番
  - 吉田交番

- 大府市社会福祉協議会
  - 大府市デイサービスセンター
    - 横根介護プランセンター
    - ヘルパーセンター

  - 長草デイサービスセンター
    - 長草介護プランセンター
- 大府保健センター
- 大府市健康増進・交流センター
- 大府市ふれ愛サポートセンター スピカ
- 水土里ネット愛知用水 本所／大府事務所（愛知用水会館）
- 公益社団法人大府市シルバー人材センター
- 知北平和公園組合
- 「で・くらす遠野」中京地区本部 - 遠野市の定住推進組織
- ウェルネスバレー推進協議会
- 独立行政法人 国立長寿医療研究センター
- 気象庁大府地域気象観測所
- あいちサービスロボット実用化支援センター（国立長寿医療研究センター内）

現在、大府市と東浦町を管轄とする新たな警察署の誘致に向け、愛知県に陳情がなされている。
市民憲章
1971年9月1日に制定された市民憲章は、以下のとおりである。

わたくしたち大府市民は、限りない市の発展に願いをこめて市民憲章を定めます。
1. 自然を愛し美しい郷土をつくりましょう。
1. 教養を深め豊かな心を育てましょう。
1. 健康でしあわせな家庭をつくりましょう。
1. 仕事に誇りをもちりっぱな社会人になりましょう。
1. きまりを守り明るい平和なまちをつくりましょう。

### 広域行政
- 広域連合
  - 知多北部広域連合（介護保険事業の運営）
- 一部事務組合
  - 東部知多衛生組合（クリーンセンター、温水プール、浄化センターの運営）
  - 知北平和公園組合（知北平和公園の運営）
  - 知多地区農業共済事務組合（農業共済事業の共同処理）

## 議会

### 県議会
- 選挙区：大府市選挙区
- 定数：1人
- 任期：2019年4月30日 - 2023年4月29日
- 投票日：2019年4月7日
- 当日有権者数：72,243人[9]
- 投票率：40.59％[9]

| 候補者名 | 当落 | 年齢 | 所属党派   | 新旧別 | 得票数   |
| -------- | ---- | ---- | ---------- | ------ | -------- |
| 日高章   | 当   | 49   | 自由民主党 | 新     | 18,665票 |
| 吹原美樹 | 落   | 45   | 国民民主党 | 新     | 10,148票 |

### 衆議院
- 選挙区：愛知7区（大府市、尾張旭市、豊明市、日進市、長久手市、愛知郡）
- 任期：2024年10月27日 - 2028年10月26日
- 投票日：2024年10月27日
- 当日有権者数：353,528人[10]
- 投票率：58.15％

| 当落 | 候補者名   | 年齢 | 所属党派   | 新旧別 | 得票数    | 重複 |
| ---- | ---------- | ---- | ---------- | ------ | --------- | ---- |
| 当   | 日野紗里亜 | 36   | 国民民主党 | 新     | 111,406票 | ○    |
|      | 鈴木淳司   | 66   | 自由民主党 | 前     | 71,176票  |      |
|      | 鈴木弘一   | 49   | 日本共産党 | 新     | 16,780票  |      |

## 施設

### 警察
本部
- 愛知県警察東海警察署（東海市）

幹部交番
- 大府幹部交番（月見町6丁目）

交番
- 共和交番（東新町3丁目）
- 神田交番（横根町）

駐在所
- 吉田警察官駐在所（吉田町6丁目）

### 消防
本部
- 大府市消防本部

消防署
- 大府市消防署（大東町3-202）

出張所
- 共長出張所（明成町1-90）

### 防災
県
- 愛知県高度情報通信ネットワーク 大府中継所 (森岡町九丁目)

防災倉庫
- 中央防災倉庫
  - 大府市中央防災倉庫 (一屋町二丁目)

- 防災資機材倉庫
  - 大府防災倉庫 (大府公民館敷地内)
  - 横根防災倉庫 (横根公民館敷地内)
  - 北崎防災倉庫 (神田公民館前)
  - 共和東防災倉庫 (東山公民館敷地内)
  - 共和西防災倉庫 (共長公民館敷地内)
  - 長草防災倉庫 (長草公民館敷地内)
  - 吉田防災倉庫 (吉田公民館敷地内)
  - 森岡防災倉庫 (森岡八幡社横)
  - 石ケ瀬防災倉庫 (石ケ瀬会館敷地内)
  - 北山防災倉庫 (北山公民館敷地内)

- 防災備蓄倉庫

市内各小中高特別支援学校および市民体育館敷地内、計18か所
- 基幹倉庫

市役所、大府西中学校、大府北中学校、大東小学校敷地内

### 医療
- 独立行政法人国立長寿医療研究センター
- あいち小児保健医療総合センター - 2016年（平成28年）2月1日に東海三県で初の小児専門の救急棟を開所し[11]、愛知県が2016年（平成28年）3月30日に東海三県で初の「小児救命救急センター」に指定[12]。
- 特定医療法人 共和会 共和病院
- 順和病院
- 産院いしがせの森
- 広川レディスクリニック

### 図書館
- おおぶ文化交流の杜図書館

### 郵便局

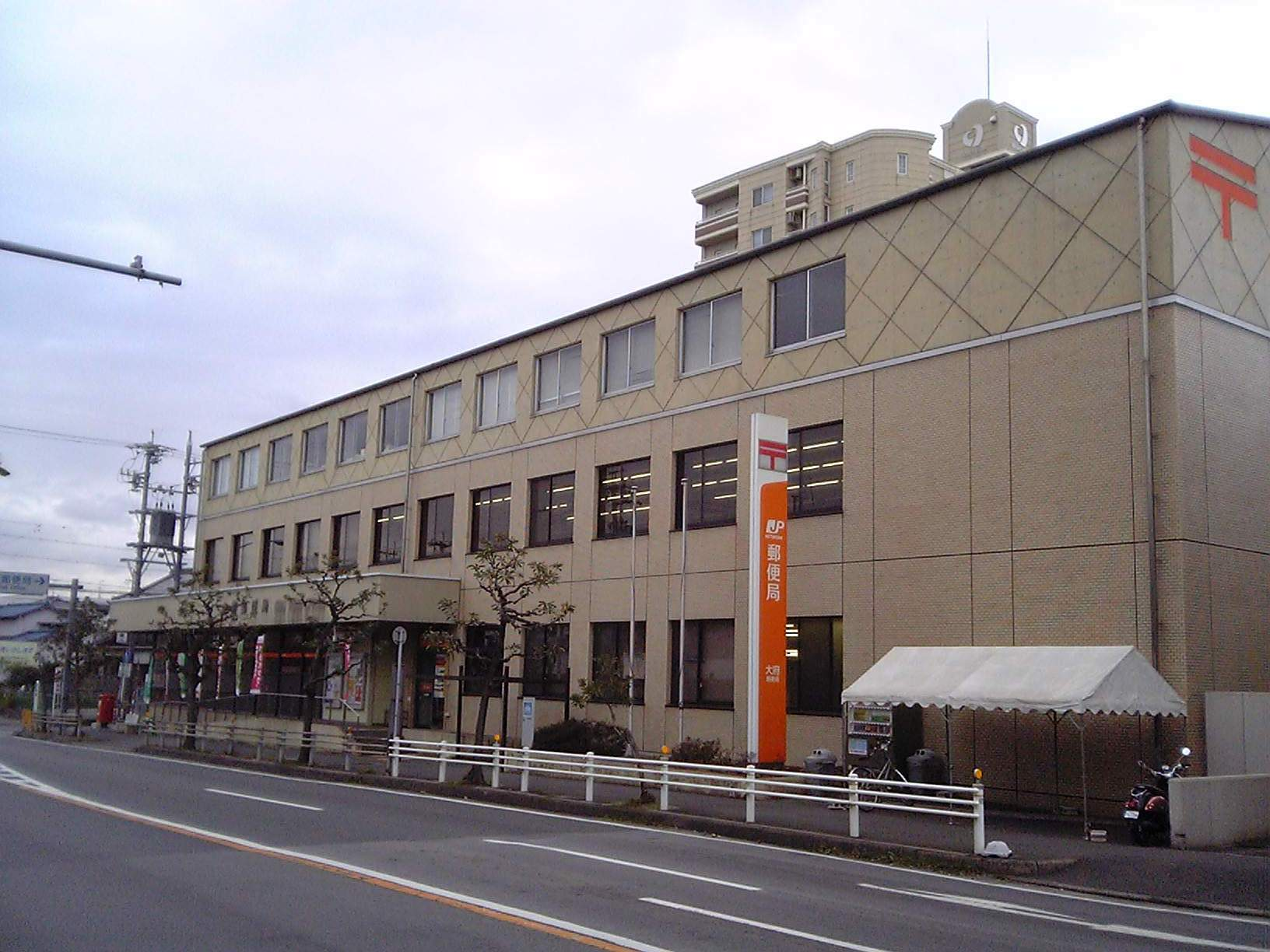
大府郵便局

主な郵便局
- 大府郵便局
- 大府長草郵便局
- 大府柊山郵便局
- 大府森岡郵便局
- 大府横根郵便局
- 大府吉田郵便局
- 共和郵便局

### 交流施設
各公民館は図書室を備えており、大府市中央図書館への図書の返却が可能。その他、ホールや会議室などを備える。
- 大府公民館
- 神田公民館
- 北山公民館
- 共長公民館
- 長草公民館
- 東山公民館
- 森岡公民館
- 横根公民館
- 吉田公民館（農村環境改善センター）

### 文化施設
- 愛三文化会館（大府市勤労文化会館） - もちのきホール（1000人収容）、くちなしホール（400人収容）、宿泊施設、会議室など
- おおぶ文化交流の杜アローブ - おおぶ文化交流の杜図書館、こもれびホール、音楽スタジオなど
- ミューいしがせ（石ヶ瀬会館） - 図書室を備えており、大府市中央図書館への図書の返却が可能。その他ホール、会議室などを備える。
- 大府市民活動センター（コラビア） - 交流スペース、会議室、団体活動室など
- いきいきプラザ - 会議室、フィットネスルーム、学習スペースなど

### 生涯学習
- 大府市歴史民俗資料館 - 大倉会館内
- 二ツ池セレトナ - 自然体験学習施設
- DAIWA防災学習センター（大府市防災学習センター）
- 薬草園 - あいち健康の森公園内
- 大府市野外教育センター（新城市作手）

### 福祉施設・児童センター
- 大府児童老人福祉センター
- 神田児童老人福祉センター
  - 神田児童老人福祉センター北崎分館（神田っ子プラザ）
- 東山児童老人福祉センター
- 共和西児童老人福祉センター
- 吉田児童老人福祉センター
- 石ヶ瀬児童老人福祉センター

- 共長児童センター
- 北山児童センター
- 北山老人憩の家
- 子どもステーション
- 発達支援センターおひさま
- 発達支援センターみのり
- 大府包括支援センター（ふれあいサポートセンタースピカ内）
  - 大府包括支援センター東分室（大府市社会福祉協議会内）

### 運動施設
- メディアス体育館おおぶ（大府市民体育館）
- 大府体育センター
- 東部知多温水プール
- 大府市民球場
- 横根フットサルコート
- 大府市営テニスコート
- 横根グラウンド
- 市営グラウンド
- 二ツ池公園グラウンド
- 横根多目的グラウンド
- 石ヶ瀬多目的グラウンド

- 吉田多目的グラウンド
- 米田多目的グラウンド
- 桜木多目的広場
- 長草多目的広場
- あいち健康の森公園 - テニスコート、球技場、パターゴルフ場、ジョギング・ウォーキングコース、体育館など。

### 公園

#### 広域公園
- あいち健康の森公園

#### 総合公園
- 大府みどり公園
- 二ツ池公園

#### 近隣公園
- 大倉公園 - 大正時代に日本陶器合名会社（現・ノリタケカンパニーリミテド）の初代社長大倉和親が建てた別荘跡で、1975年（昭和50年）に貴重な資源を保存するため市が買い取り、公園化された[13][14]。2月中旬「大府盆栽展」、4月下旬「大倉公園つつじまつり」
- 江端公園
- 大池公園

#### 特殊公園
- 知北平和公園（墓地公園）

#### 街区公園
- 桃山公園
- 六果園公園
- 桃山公園
- 向畑公園
- 若草公園
- 石亀公園
- ヲシロ公園
- アラタ公園
- 花咲台公園
- 矢戸公園
- みどり公園
- 大峯公園
- 藤池公園
- 清蔵公園
- 桐山公園
- 深廻間公園
- みはらし公園
- 伊勢木公園
- 車池公園
- 狐山公園
- 羽根山公園
- 梶田公園
- 大門公園
- 追分公園
- 三ツ池公園
- 上敷公園
- 東新公園
- 瀬戸池公園
- 宮前公園
- 丸山公園
- 三ツ屋公園
- 高見公園
- 澄池公園
- 山祗公園
- てるへい公園
- 茶屋公園
- 丸池公園
- 五ツ屋公園
- 立合池公園
- 中高根公園
- 向江公園
- 一の谷公園
- 鞍流瀬川公園
- 一ツ屋公園
- 奥谷公園
- 共和西公園
- 八百目南公園
- 神明公園
- 赤羽根公園
- 森岡平子公園
- 海陸庵公園

#### ちびっこ広場
- 川池ちびっ子広場
- 狐山1ちびっ子広場
- 狐山2ちびっ子広場
- 古井戸ちびっ子広場
- 弥生ちびっ子広場
- 若草台ちびっ子広場
- あけぼのちびっ子広場
- アラタ第2ちびっ子広場
- 大府八幡ちびっ子広場
- 高根山ちびっ子広場
- 竹の子ちびっ子広場
- 藤井ちびっ子広場
- 近崎ちびっ子広場
- 寺田ちびっ子広場
- 横根大池ちびっ子広場
- 廻間ちびっ子広場
- ヲシロちびっ子広場
- 新田ちびっ子広場
- 横根山ちびっ子広場
- 井田ちびっ子広場
- 井田第2ちびっ子広場
- なかよしちびっ子広場
- 梶田1ちびっ子広場
- 北山ちびっ子広場
- 三ツ屋ちびっ子広場
- 坊主山ちびっ子広場
- 北山児童遊園
- 石亀戸ちびっ子広場
- 長根（追分）ちびっ子広場
- 長根（大府）ちびっ子広場
- エギ山ちびっ子広場
- 追分ちびっ子広場
- 追分赤い羽根ちびっ子広場
- ネオタウン共和ちびっ子広場
- 木の山東ちびっ子広場
- 木の山西ちびっ子広場
- 瀬戸ちびっ子広場
- 八ツ屋神明ちびっ子広場
- 上徳ちびっ子広場
- 共和コーポラスちびっ子広場
- 向江裏ちびっ子広場
- 平手ちびっ子広場
- しらは池ちびっ子広場
- 新池第2ちびっ子広場
- 弥左エ門ちびっ子広場
- 北ノ脇ちびっ子広場
- 棚田脇ちびっ子広場
- 東端ちびっ子広場
- つつじケ丘Aちびっ子広場
- つつじケ丘Bちびっ子広場
- 平地ちびっ子広場
- 半月ちびっ子広場
- 石根ちびっ子広場
- 米田ちびっ子広場
- 藪ケ池ちびっ子広場
- 鷺取脇ちびっ子広場
- 山ノ脇ちびっ子広場
- 野々宮ちびっ子広場
- 米田赤い羽根ちびっ子広場
- 大日ちびっ子広場
- 外輪台ちびっ子広場
- 中ノ坪ちびっ子広場
- 深廻間ちびっ子広場
- 割木ちびっ子広場
- 車池ちびっ子広場
- 上ノ山西ちびっ子広場
- 池之分ちびっ子広場
- 池田ちびっ子広場
- 大新田ちびっ子広場
- 江端ちびっ子広場
- 深田ちびっ子広場

## 対外関係

### 姉妹都市・提携都市

#### 海外
姉妹都市
- ポートフィリップ市（オーストラリア連邦ビクトリア州）
1993年（平成5年）11月20日 姉妹都市提携
- 洪城郡（大韓民国）
2024年（令和6年）9月24日 姉妹都市提携

フレンドシップ相手国
2005年に開催された愛知万博で、愛知県内の市町村（名古屋市を除く）が120の万博公式参加国をそれぞれ「一市町村一国フレンドシップ事業」としてフレンドシップ相手国として迎え入れた。
- オーストラリア連邦
- キリバス共和国

コンゴ民主共和国
国際交流
姉妹都市であるオーストラリア・ポートフィリップ市との交流事業（作品の交換・生徒の相互派遣）や日系ブラジル人との交流のためのポルトガル語の授業（小学校）など国際色豊かな学校運営を行っている。
その他
- 健康都市連合
それぞれの都市の居住者の健康を守り、また生活の質の向上のために取り組む複数の都市のネットワークである。

#### 国内
提携都市
- 新城市（愛知県）
1980年（昭和55年）旧作手村と都市間交流締結。
- 長浜市（滋賀県）
2006年（平成18年）8月26日 災害時相互応援協定締結[広報 7]。
- 遠野市（岩手県）
2008年（平成20年）2月1日 災害時相互応援協定締結[広報 7]。同時に大府市役所内に遠野市の定住推進組織「で・くらす遠野」の中京地区本部を開設。
2010年（平成22年）10月1日 友好都市提携を締結。
- 王滝村（長野県木曽郡）
2008年（平成20年）8月 都市間交流協定締結。
- 小矢部市（富山県）
2014年（平成26年）2月19日 災害時相互応援協定締結[広報 7]。
- 新居浜市（愛媛県）
2018年（平成30年）11月13日 都市間交流協定締結[広報 8]。

## 経済

### 第一次産業
古来、市域では稲作が行われており、丘陵部には農業用のため池が数多く現存する。

戦前まで盛んだった桃などの栽培は、戦中の食料難で強制的に伐採されてイモ畑などになった。
戦後に愛知用水が開削されると、丘陵部は名古屋市などに生鮮野菜を供給する典型的な近郊農業地帯になり、酪農も行われるようになった。1964年（昭和39年）に始まったブドウ狩りなどの観光農業も行われている。

市内には大府青果卸売市場のほか、ブドウをはじめイチゴや新高梨の直売所が数多く存在する。
主な農産物
木の山芋（木の山地区で作られる伊勢芋）（収穫量県内1位、大府市ホームページ・市勢要覧のデータより）
馬鈴薯（同1位）
ブドウ（同1位） - 2013年産の市町村別の栽培面積で大府は67.1haで県内1位。市内で栽培されるキタサキレッドは、北崎町の農園発祥の品種である。
キャベツ（同3位）
タマネギ（同3位） - 栽培される品種のうち、知多3号玉ねぎは愛知県選定「あいちの伝統野菜」となっており、大府市が主な産地となっている。
スイートコーン（同4位）
新高梨 - 直径15cm、重さ1kgにもなるジャンボ梨。
木の山五寸にんじん - 愛知県選定「あいちの伝統野菜」の一つ。色が赤く、強い甘みの柔らかい肉質で、青臭くないのが特徴。栽培が難しいため、生産が減少している。
イチゴ
米
愛知縮緬かぼちゃ - 愛知県選定「あいちの伝統野菜」の一つで、大府市を主な産地とする。
JA産直店舗
JAあぐりタウン げんきの郷
グリーンプラザおおぶ「知多の旬菜農場」
グリーンプラザきょうわ

### 第二次産業
市では、自動車製造業をはじめ機械、化学、繊維、食品など多様な工業が行われ、多くの中小企業が集積する工業団地も広く整備されている。
平成23年度現在、市の製造品出荷額は7219億4948万円であり、その内の63.1％は輸送用機械器具製造業が占める。
市内の主な工業団地など
大府市鉄工団地
新江工業団地
木の山工業区
工業専用地域 - 北崎町北東部、朝日町南部

### 第三次産業

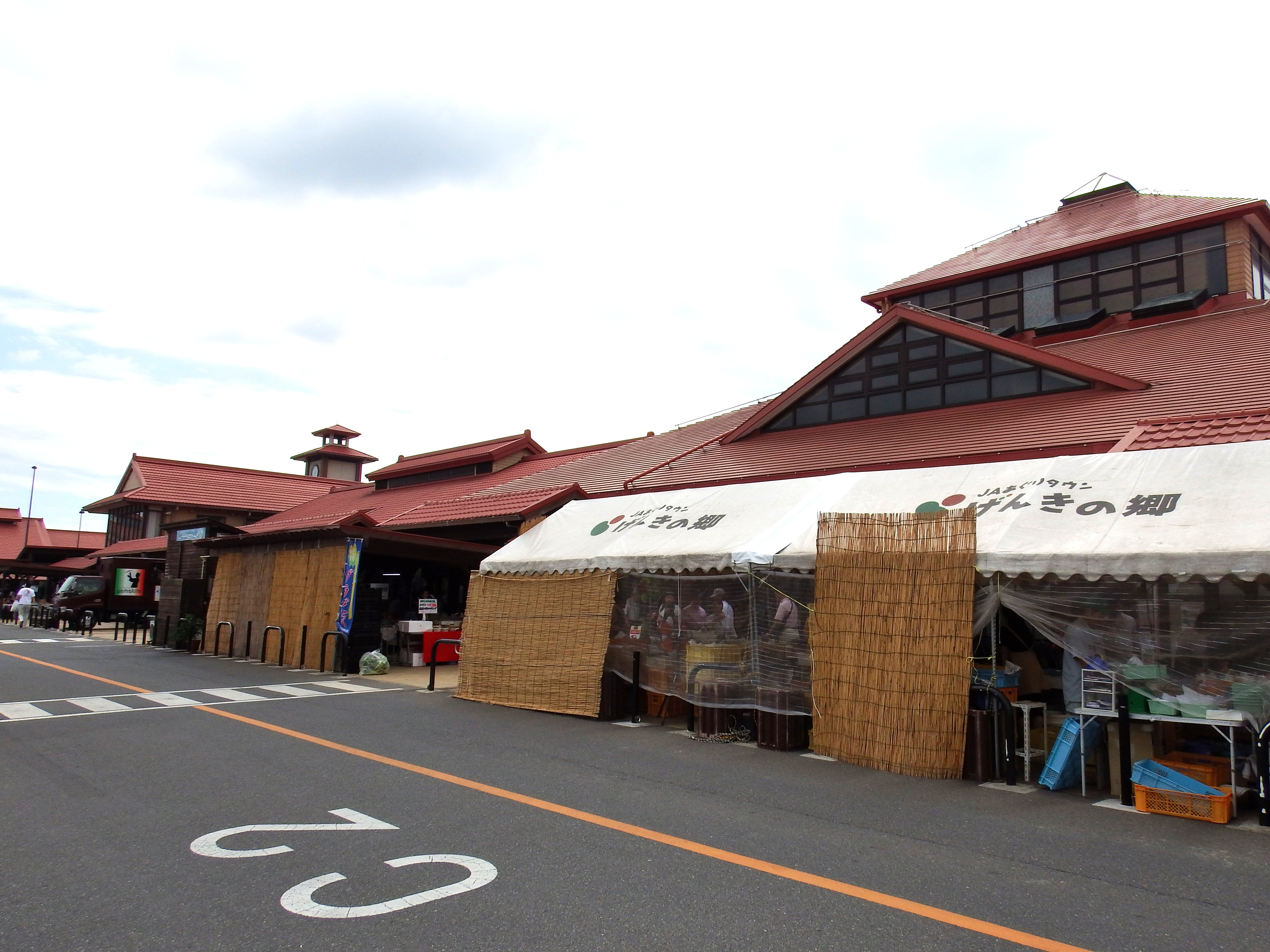
JAあぐりタウン げんきの郷
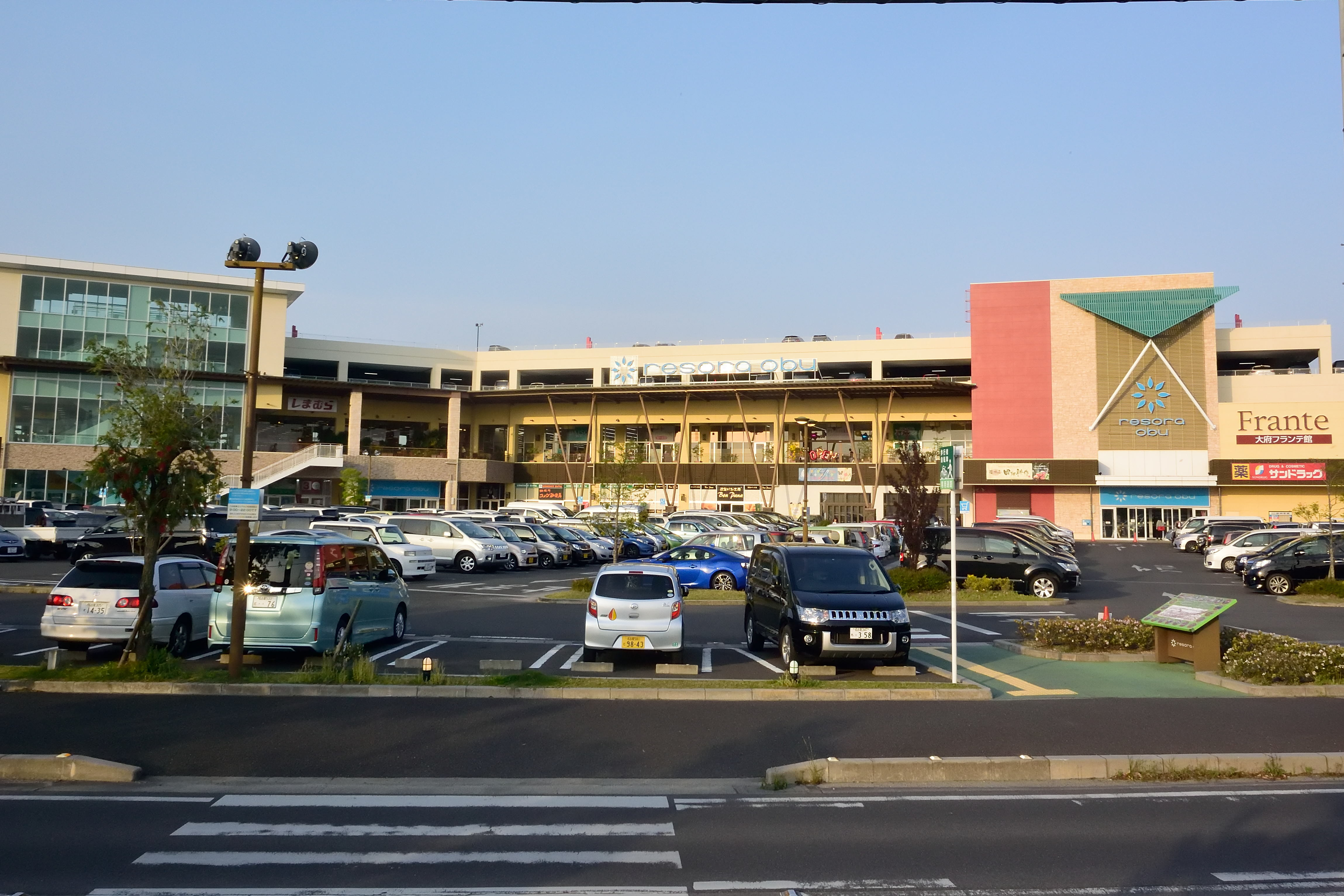
リソラ大府ショッピングテラス

大府駅・共和駅付近の両地域が市内の中心となっている。
主な商業施設
アオキスーパー大府店
アピタパワー大府店
エディオン大府店
DCM大府店
業務スーパー大府店／月見店
キンブル大府店
グリーンプラザおおぶ・きょうわ
ケーズデンキ大府店
ゲンキー若草町南店
コジマ×ビックカメラ有松インター店
セリア大府店
中京テレビハウジング大府会場
ドミー大府店
フィールキャンパス／エクボ共和店
マックスバリュ大府店／大府横根店
メガセンタートライアル大府店
リソラ大府ショッピングテラス（ヤマナカ大府店）
宿泊施設
- アズイン大府（中央町）
- ステーションイン大府（中央町）
- 冨士屋旅館（中央町）
- 共和ステーションホテル（共栄町）

- JAあぐりタウン げんきの郷
- リソラ大府ショッピングテラス

### ウェルネスバレー産業
1987年（昭和62年）に「健康づくり都市宣言」をし、さらに2006年（平成18年）には健康都市連合に加盟し、健康都市づくりを推進している。さら東浦町と共同でウェルネスバレー構想を提唱し、今後はあいち健康の森公園付近に医療関連の企業などの誘致、インフラの整備などが推進される。
ウェルネスバレー関連機関
独立行政法人 国立長寿医療研究センター
健康増進・老年病予防センター
あいち小児保健医療総合センター
あいち健康の森公園
あいち健康プラザ（知多郡東浦町）
社会福祉法人 仁至会
認知症介護研究・研修大府センター
介護老人保健施設 ルミナス大府
障害者福祉施設 サンサン大府
特別養護老人ホーム　愛厚ホーム大府苑
協同組合 健康木の住まい ウッドビレッジ
JAあぐりタウン げんきの郷
住宅型有料老人ホーム　さわやかの丘
至学館大学
社会福祉法人 憩の郷

### バイオマス産業
2013年6月11日に開催されたバイオマス活用推進会議において、中部地区で唯一のバイオマス産業都市の第一次選定地域に決定された。市の構想では、メタン発酵ガス化発電では中部地区最大級 となる発電施設を市内に建設し、バイオマス資源とエネルギーを地産地消する「都市近郊型バイオマス・新エネルギー利活用ネットワーク」の知多半島地域における拠点を構築していくとしている。

### 金融機関
銀行
- あいち銀行 大府支店／大府中央支店
- 大垣共立銀行 大府支店／ローンプラザ名南
- 名古屋銀行 大府支店
- 三菱UFJ銀行 大府支店
- 十六銀行 愛知南ローンサービスセンター

信用金庫
- 岡崎信用金庫 大府支店
- 知多信用金庫 大府支店／共和駅前支店
- 半田信用金庫 大府支店／共和支店
- 碧海信用金庫 大府支店／大府中央支店／大府西支店
- 西尾信用金庫 大府共和支店 - 2014年（平成26年）に開設[20]。

農業協同組合
- あいち知多農業協同組合 石ヶ瀬支店／大府支店／神田支店／共和支店／東栄支店／長草支店／吉田支店

証券会社
- 木村証券 大府支店

保険会社
- 第一生命保険株式会社 中京総合支社大府営業オフィス
- 住友生命保険相互会社 愛知中央支社大府支部
- 日本生命保険相互会社 大府営業所

警備
- ALSOK 名古屋支社大府東海営業所
- セコム 大府営業所

その他
- 一般社団法人 愛知県食品衛生協会（食品衛生センター内）
- 愛知貨物輸送協同組合

### 市内に拠点を置く企業

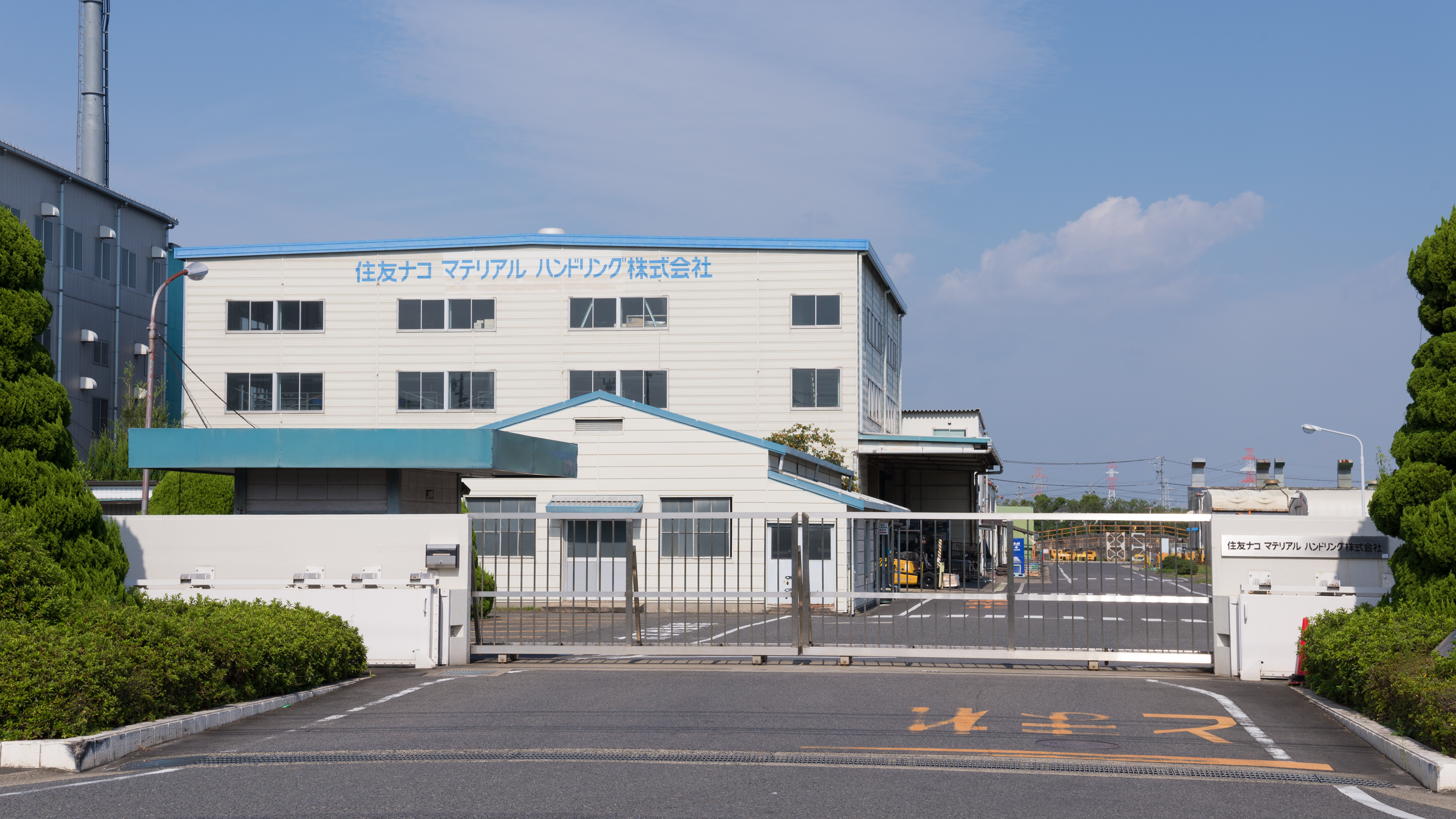
住友ナコ フォークリフト
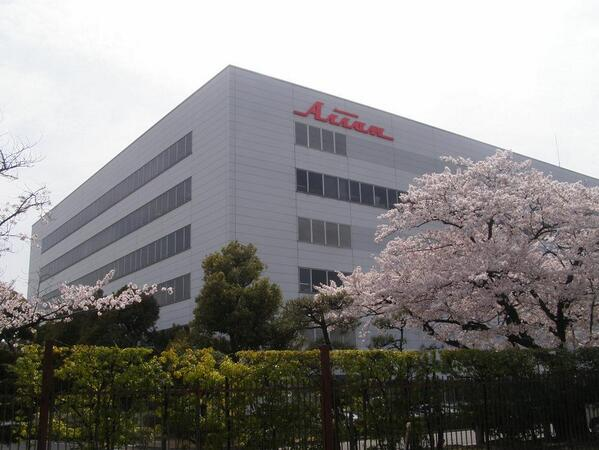
愛三工業本社
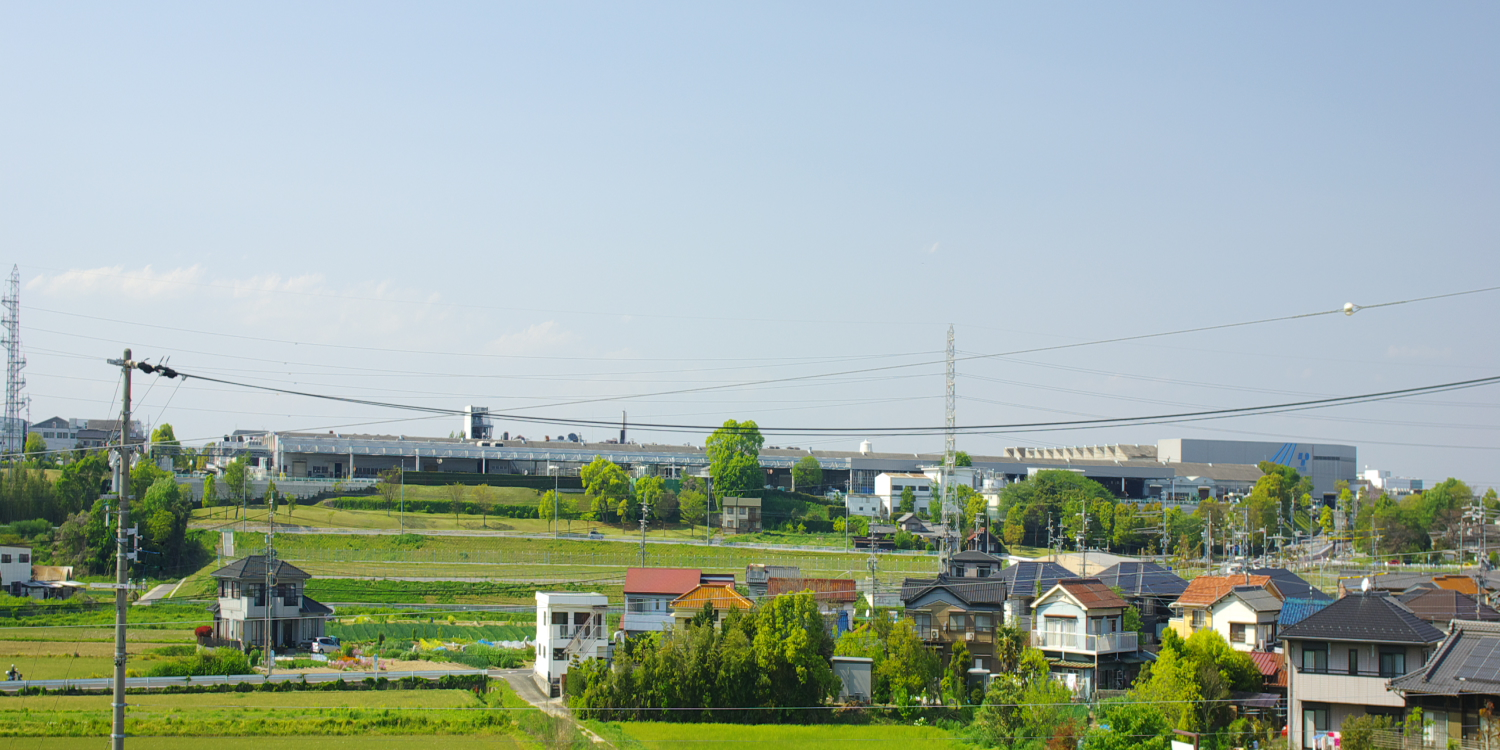
豊田自動織機長草工場
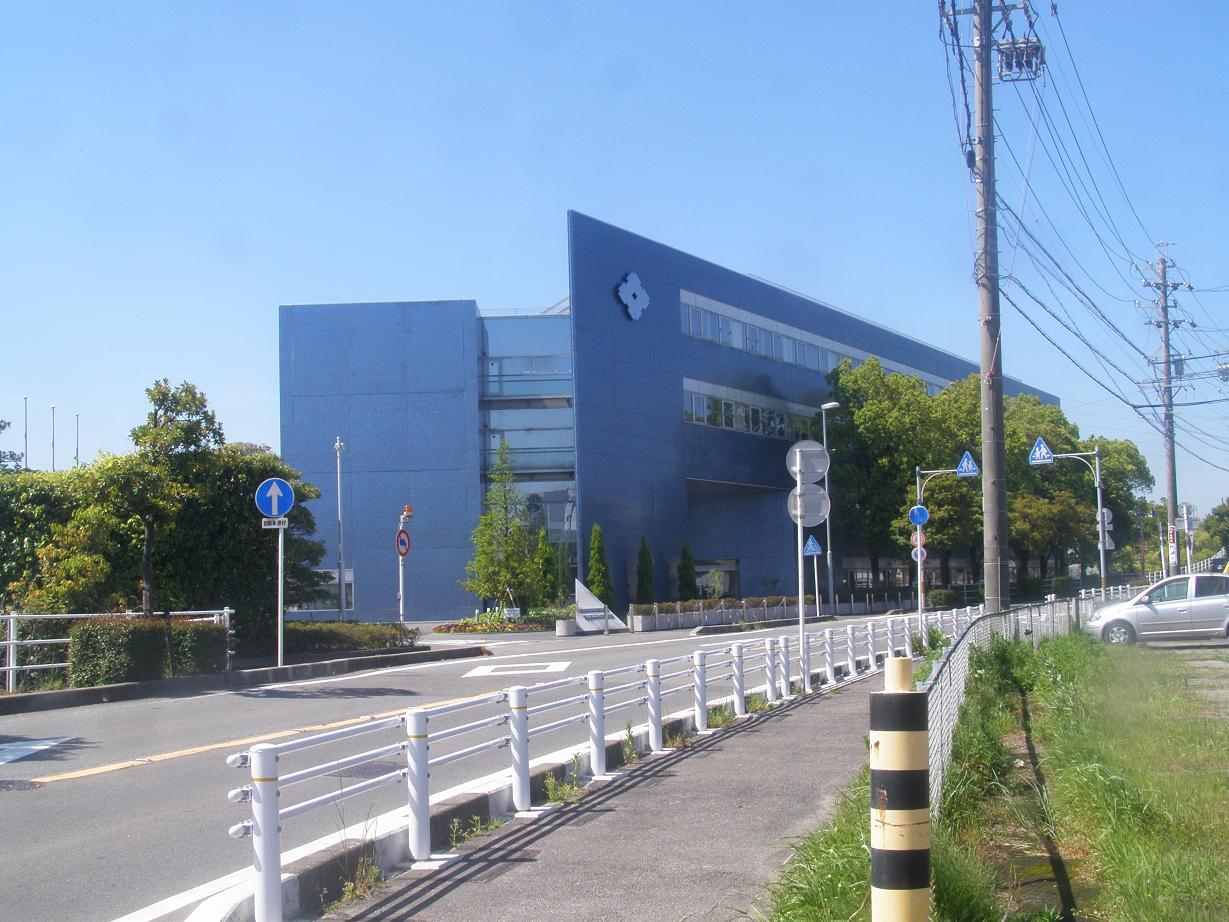
住友重機械工業名古屋製造所
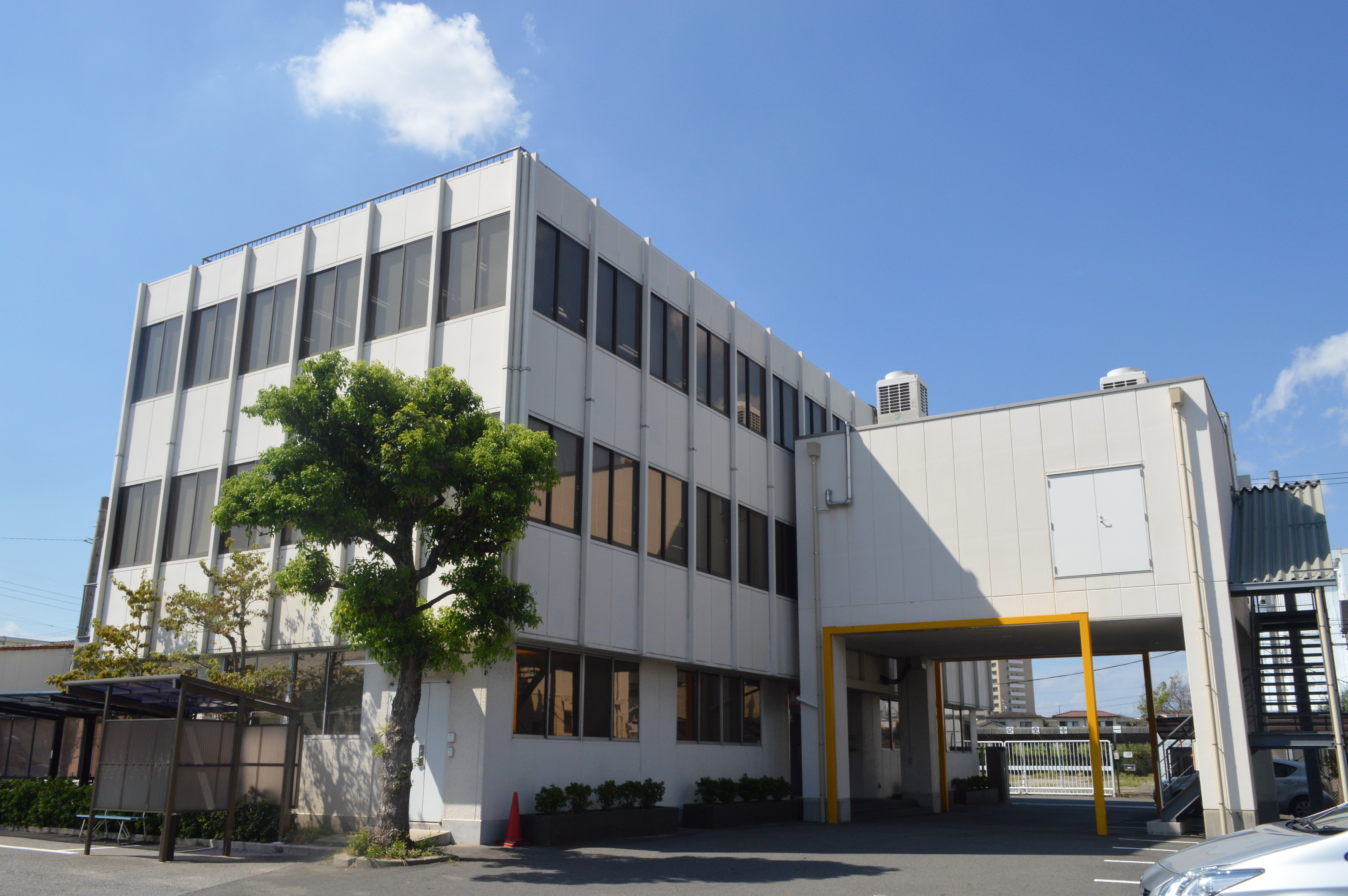
株式会社アペックス

KeePer技研 本社
愛三工業 本社／本社工場
アペックス 本社
イヅミ工業 本社／北崎工場
協和工業 本社
コサカ精機 本社／本社工場
スギホールディングス 本社
鈴木バイオリン製造 本社
住友ナコ フォークリフト 本社／本社工場
大和機工 本社／本社工場
デンソーテクノ 本社
東海興業 本社
東洋発酵 本社／中央研究所
日本高圧電気 本社／技術研究所
新居浜鐵工所 本社
リネットジャパンリサイクル 本社
伊藤忠食品 大府ドライ物流センター
木曽路 名古屋工場
グッドマンジャパン グッドマン大府
高圧ガス工業 名古屋工場事務所
鴻池運輸 大府配送センター
佐川急便 名古屋南店
ジョインテックス ジョインテックス中部センター
スズケン 名南物流センター
住友重機械建機クレーン 名古屋工場
住友重機械工業 名古屋製造所、パワートランスミッション・コントロール事業部
西濃運輸 大府支店
大興運輸 大府物流センター
中日新聞印刷 大府工場
中部飼料 大府研究所
トーエネック 大府営業所
豊田自動織機 大府工場／共和工場／長草工場／技能専修学園
トヨタ輸送 長草営業所
トランコム大府事業所／大府ロジスティクスセンター
日本製鋼所 名機製作所（旧名機製作所 本社／本社工場）
日立物流 大府出張所
めいらくグループ名古屋製酪大府工場
豊和住建 本社／吉田事務所／ショールーム
- 住友ナコ フォークリフト
- 愛三工業本社
- 豊田自動織機長草工場
- 住友重機械工業名古屋製造所
- 株式会社アペックス

## 教育

### 大学
私立
- 至学館大学

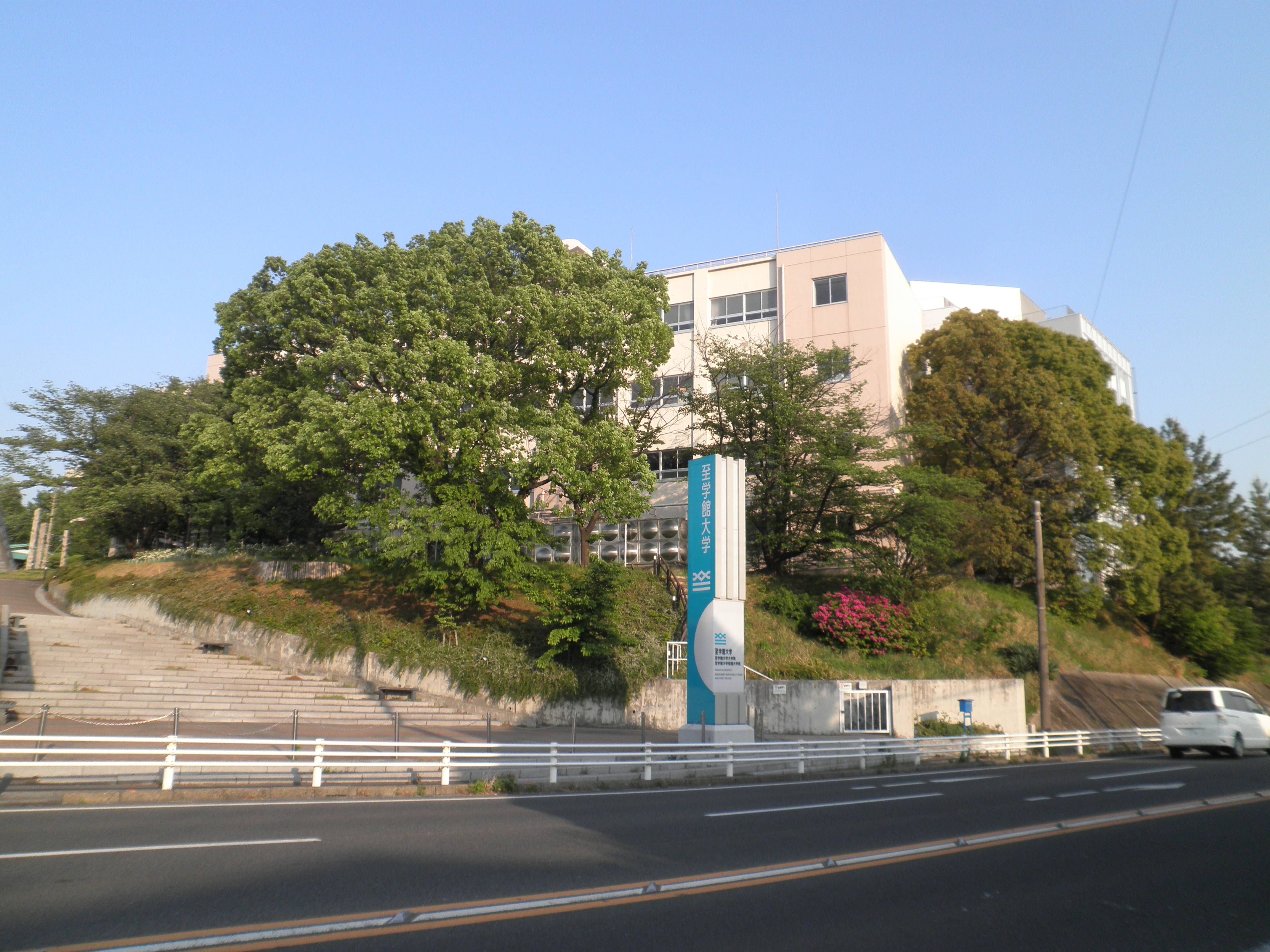
至学館大学

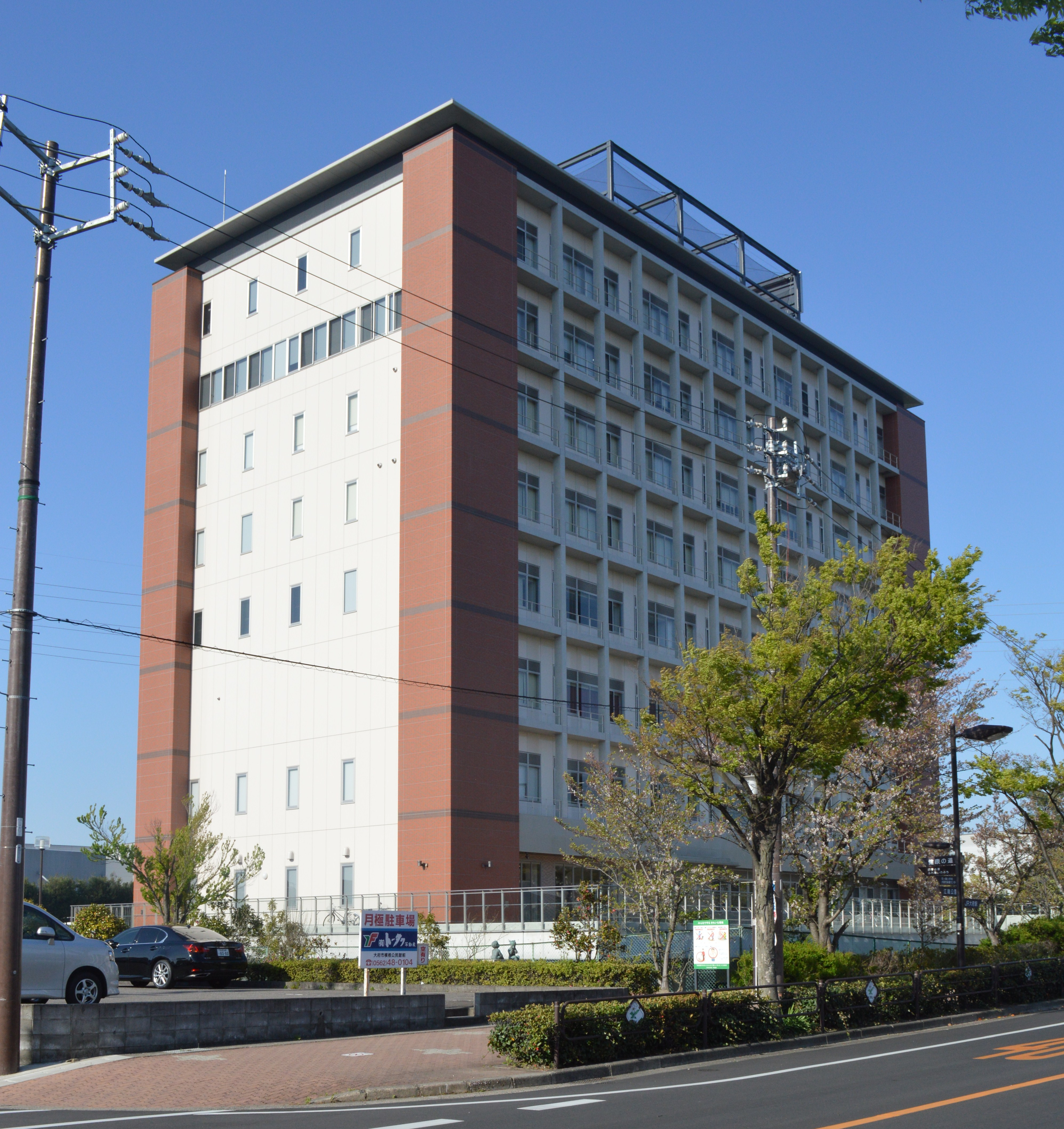
人間環境大学大府キャンパス

- 人間環境大学 大府キャンパス[21] - （2015年4月開設）[22]

### 短期大学
私立
- 至学館大学短期大学部

### 高等学校
県立
- 愛知県立大府高等学校
- 愛知県立桃陵高等学校
- 愛知県立大府東高等学校

### 中学校
市立
- 大府市立大府中学校
- 大府市立大府西中学校
- 大府市立大府北中学校
- 大府市立大府南中学校

### 小学校
市立
- 大府市立大府小学校
- 大府市立神田小学校
- 大府市立北山小学校
- 大府市立東山小学校
- 大府市立共和西小学校
- 大府市立共長小学校
- 大府市立大東小学校
- 大府市立吉田小学校
- 大府市立石ヶ瀬小学校

### 幼稚園
私立
- 大府大和幼稚園
- 大府西パレット幼稚園
- ジーニアス幼稚園
- 至学館大学附属幼稚園
- Chatty Kids English Preschool 大府

### 保育園
市立
- 大府市立荒池保育園
- 大府市立追分保育園
- 大府市立大府保育園
- 大府市立北崎保育園
- 大府市立共長保育園
- 大府市立共和東保育園
- 大府市立長草保育園
- 大府市立柊山保育園
- 大府市立桃山保育園
- 大府市立横根保育園
- 大府市立吉田保育園
- 大府市立米田保育園
- 大府市立若宮保育園

私立
- 共和保育園
- 保育園さくらんぼ

### 特別支援学校
県立
- 愛知県立大府特別支援学校（病弱・身体虚弱）
- 愛知県立大府もちのき特別支援学校（知的障害） - 2018年4月、大府特別支援学校敷地内に新設[23]。
  - 愛知県立大府もちのき特別支援学校桃花校舎（知的障害）。2018年4月、愛知県立半田特別支援学校桃花校舎より改称[24]。

### 職業訓練校等
- 豊田自動織機技能専修学園
- 愛三学園
- 名機スクール

### その他
小中学校の給食
知多半島で唯一、小中学校に給食室を設置している。給食室では調理員が朝から少数で全校生徒分の給食を作っている。なお、献立は小学校および中学校でそれぞれ統一されている。
学校間のかかわり
市内に愛知県立大府特別支援学校（特別支援学校）を擁しており、特別支援学校生徒との交流が生徒会・児童会レベルで継続されている。また、各小中学校には障害者を少数だが、受け入れる教室を持っている。
高校進学特例
尾張学区に属するが、調整特例により市内の中学生は三河学区である刈谷市および知立市の公立高等学校普通科に進学できる。

## 生活基盤
- 車検証の住所（使用者）が本市にある自動車には、他の知多地域と同じく名古屋ナンバーが交付される。
  - 原動機付自転車第一種、二種乙、二種甲およびミニカー、小型特殊自動車については、2012年10月1日より、おぶちゃんナンバープレートが交付されている[広報 14]。
- 郵便番号は「474-00**」である。
- 市外局番は0562（尾張横須賀MA）で、知多市・豊明市・東海市（旧横須賀町）・東浦町と同じである。
  - 市内局番は、主に40番台を使用する。

## 交通

### 鉄道
市の中心となる駅：大府駅
東海旅客鉄道（JR東海）

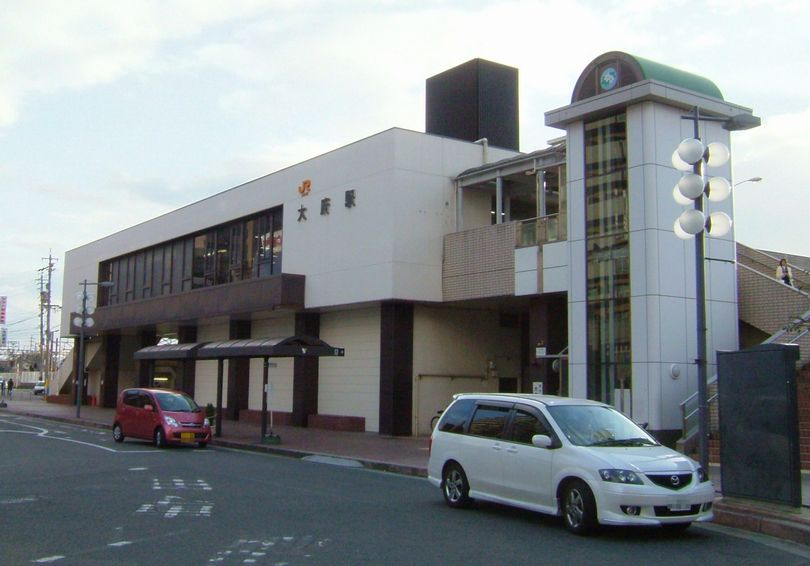
大府駅

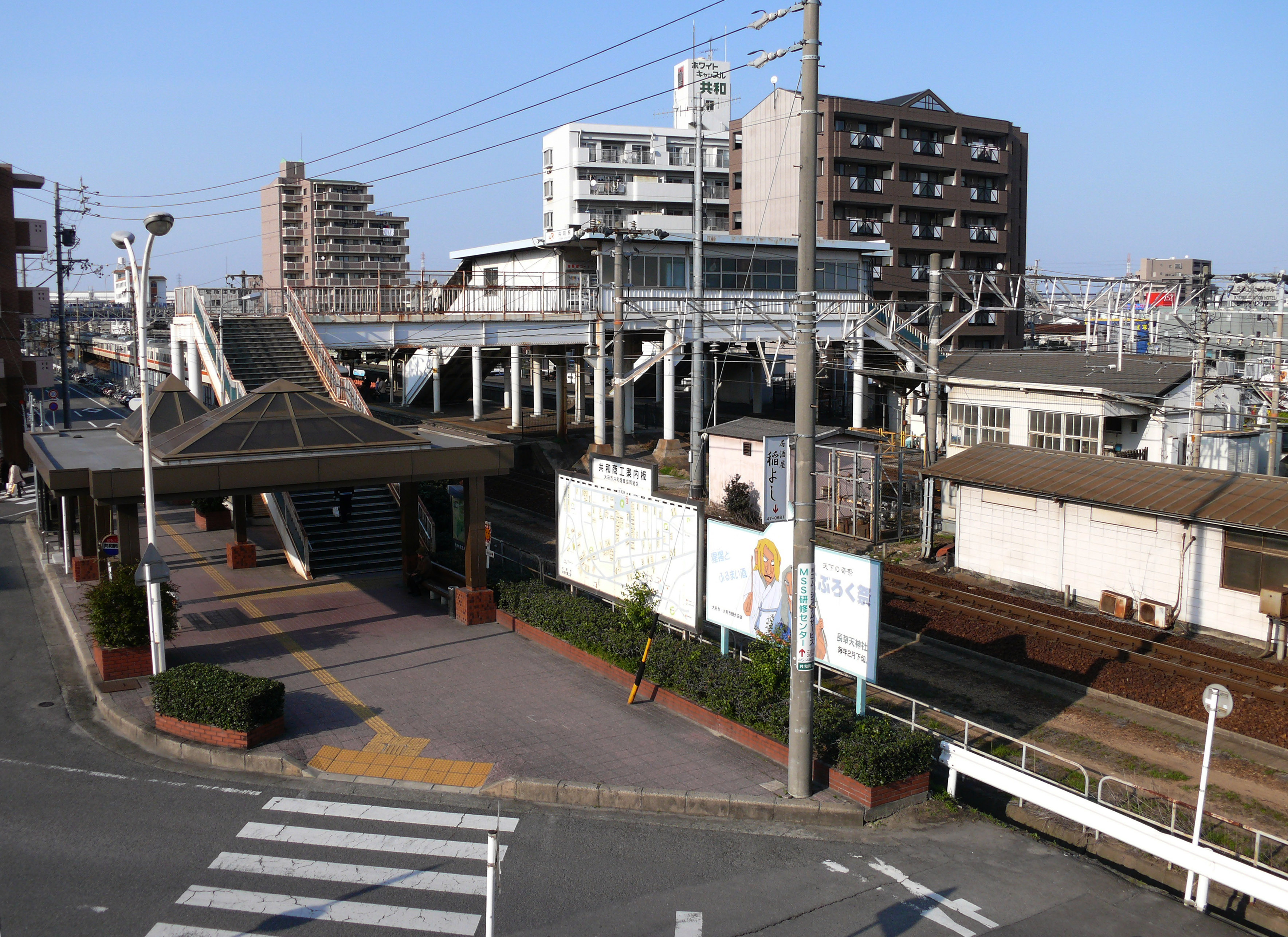
共和駅

CA 東海道本線：（刈谷市）- 大府駅 - 共和駅 -（名古屋市緑区）
両駅間は3.1kmあり、ほぼ中間地点に1989年にJR東海と協議を始めた新駅追加の計画があり、線路の両側に駅前広場になる予定のロータリーが整備されている。
CE 武豊線：大府駅 -（東浦町）
東海道本線は概ね市の中央部を南北に貫通している。市の北東部に東海道新幹線が通過しているが、市内に駅は設置されていない（最寄り駅は名古屋駅である）。また、市域には名古屋鉄道の鉄道路線は通過していない。
市西部には東海市にある名鉄河和線南加木屋駅や名鉄河和線八幡新田駅まで徒歩で行ける場所も存在する。市北東部にある大府みどり公園から豊明市にある名鉄名古屋本線前後駅へ徒歩で行ける。

### バス

#### 路線バス
知多乗合（知多バス）
- 横須賀線：大府駅前 - 尾張横須賀駅前（東海市）
- 大府循環線：大府駅前 - あいち小児センター - 長寿医療センター - あいち健康プラザ - 大府駅前
- 上野台線：共和駅前 - 上野台 - 太田川駅前（東海市）

大府市循環バス（ふれあいバス）
- 東コース：大府駅東 - 市役所 - 大府東高校北 - 名鉄前後駅 - 神田公民館 - 大府駅東
- 西コース：共和駅西 - おおぶ文化交流の杜 - 長寿医療研究センター - 共和駅西
- 南コース：大府駅西 - 上野台 - 吉川町 - 知北平和公園 - 長寿医療研究センター - おおぶ文化交流の杜 - 大府駅西
- 北コース： 共和駅東 - 至学館大学 - 名鉄前後駅 - 口無大池 - 北山公民館 - 共和駅東
- 中央コース：大府駅東 - 市役所 - 至学館大学 - 共和駅西 - おおぶ文化交流の杜 - リソラ大府
- サクラコース: 大府駅東 - 市役所 - ドミー大府店 - 至学館大学 - 共和駅東 - 長寿医療センター - 保健センター
- ツツジコース: 大府駅東 - 消防庁舎 - 市役所 - 保健センター - 長寿医療センター

東浦町運行バス（う・ら・ら）
- 長寿線：市域では、げんきの郷、長寿医療センターに停車。

上記の他、名古屋市営バスの緑巡回系統が市域を通過している。名古屋市との境界付近にある有松町口無池停留所の回転場が市域にあり、同停留所の有松11系統ののりばは市内に立地する。なお、かつては名鉄バスも大府駅前から知立駅、有松駅、前後駅などへ向かっていた。
2019年9月より、ふれあいバスの北コースと東コースが豊明市の前後駅へ乗り入れている。市境にある大府みどり公園から前後駅まで2km弱。

### 道路

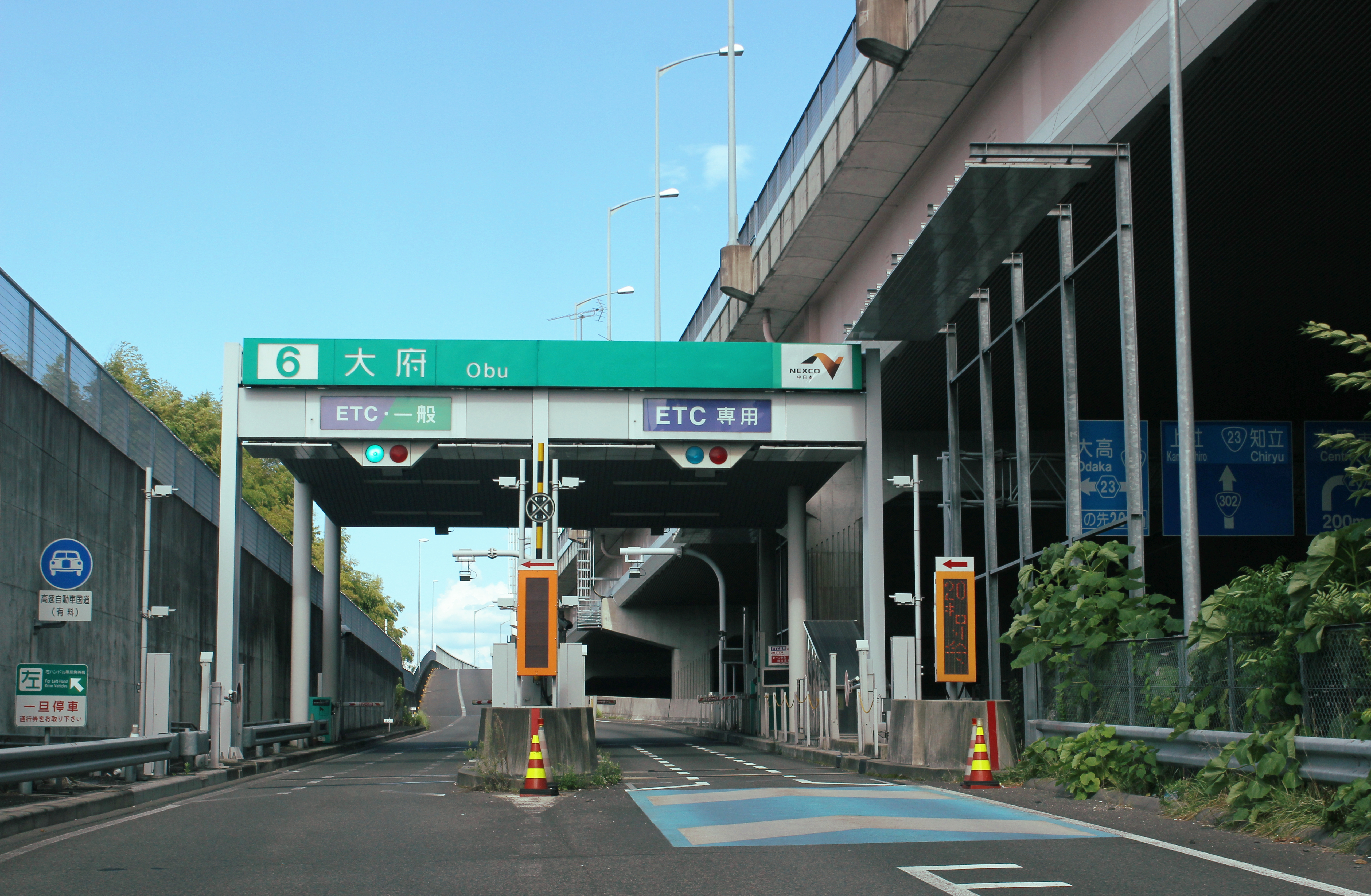
大府IC

#### 高速道路
伊勢湾岸自動車道
- - 大府IC -

知多半島道路
- - 大府西IC - 大高TB - 大府PA - 大府東海IC -

その他、名古屋高速3号大高線が市域を通過する。

#### 国道
国道23号
国道155号
国道366号（半田大府バイパス）

#### 県道
主要地方道
- 愛知県道23号東浦名古屋線
- 愛知県道50号名古屋碧南線
- 愛知県道57号瀬戸大府東海線

一般県道
- 愛知県道243号東海緑線
- 愛知県道244号泉田共和線
- 愛知県道246号刈谷大府線
- 愛知県道248号名和大府線
- 愛知県道249号長草東海線
- 愛知県道252号大府常滑線
- 愛知県道253号横根大府線
- 愛知県道511号武豊大府自転車道線

## 観光

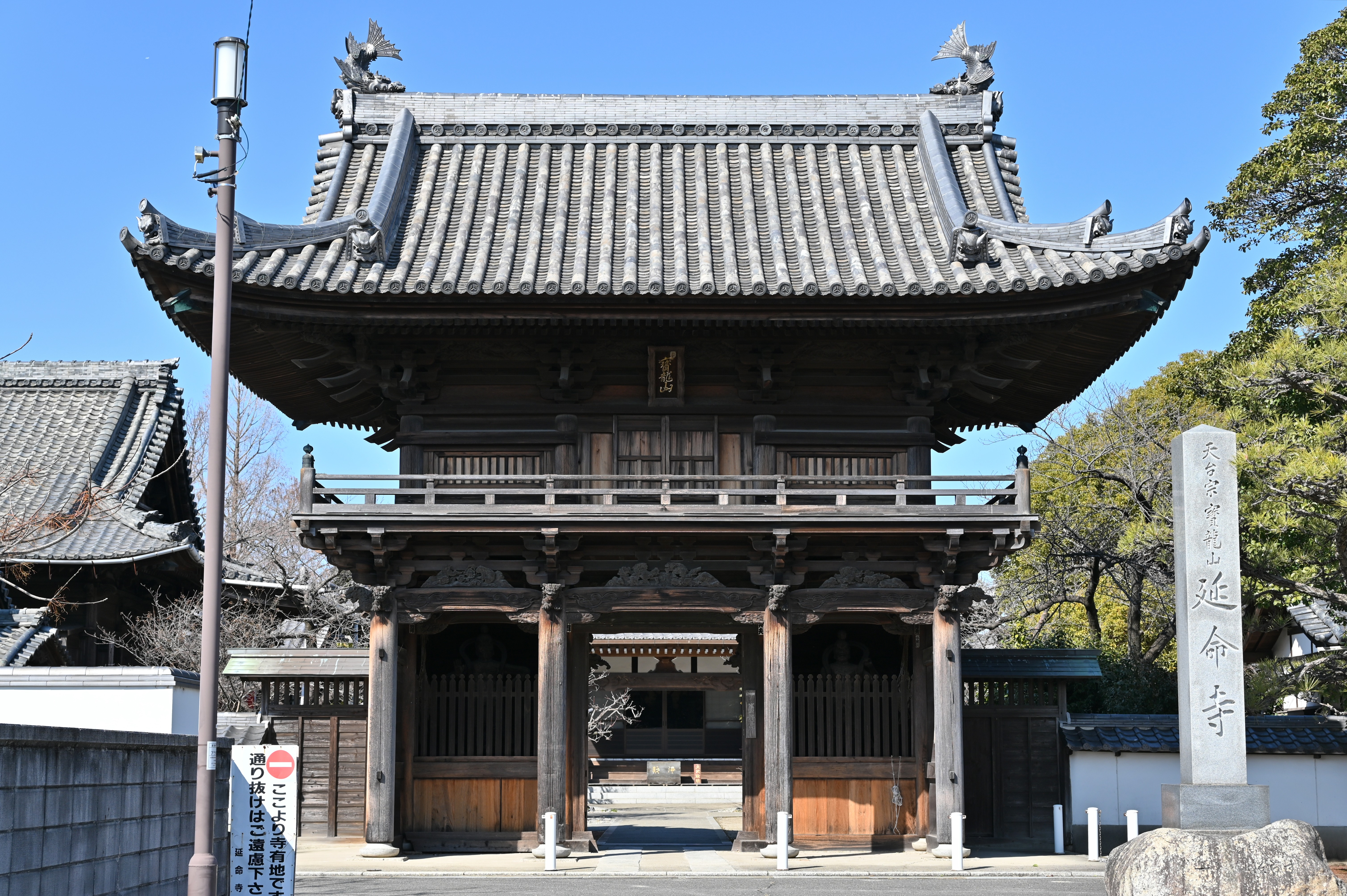
延命寺

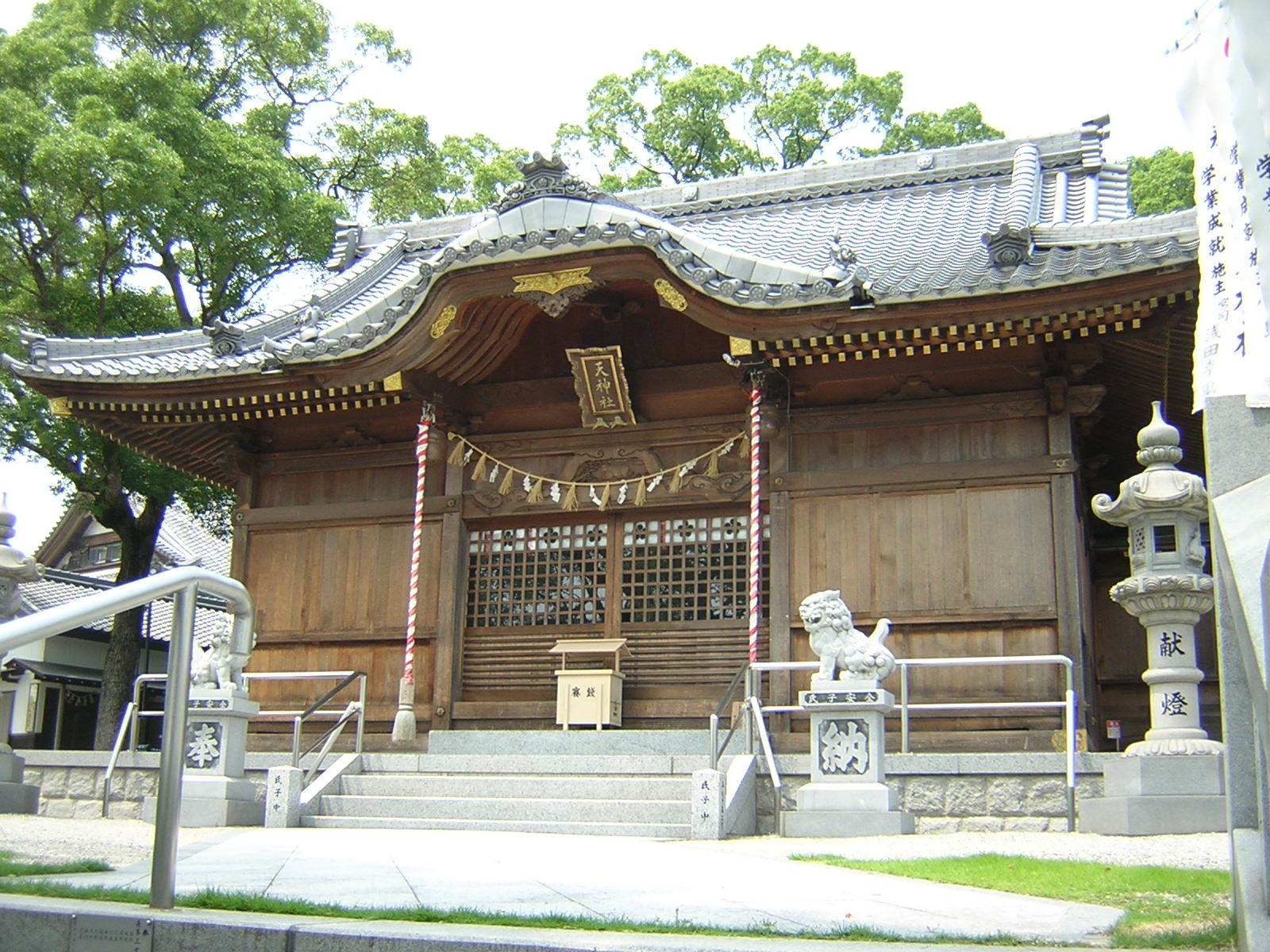
長草天神社

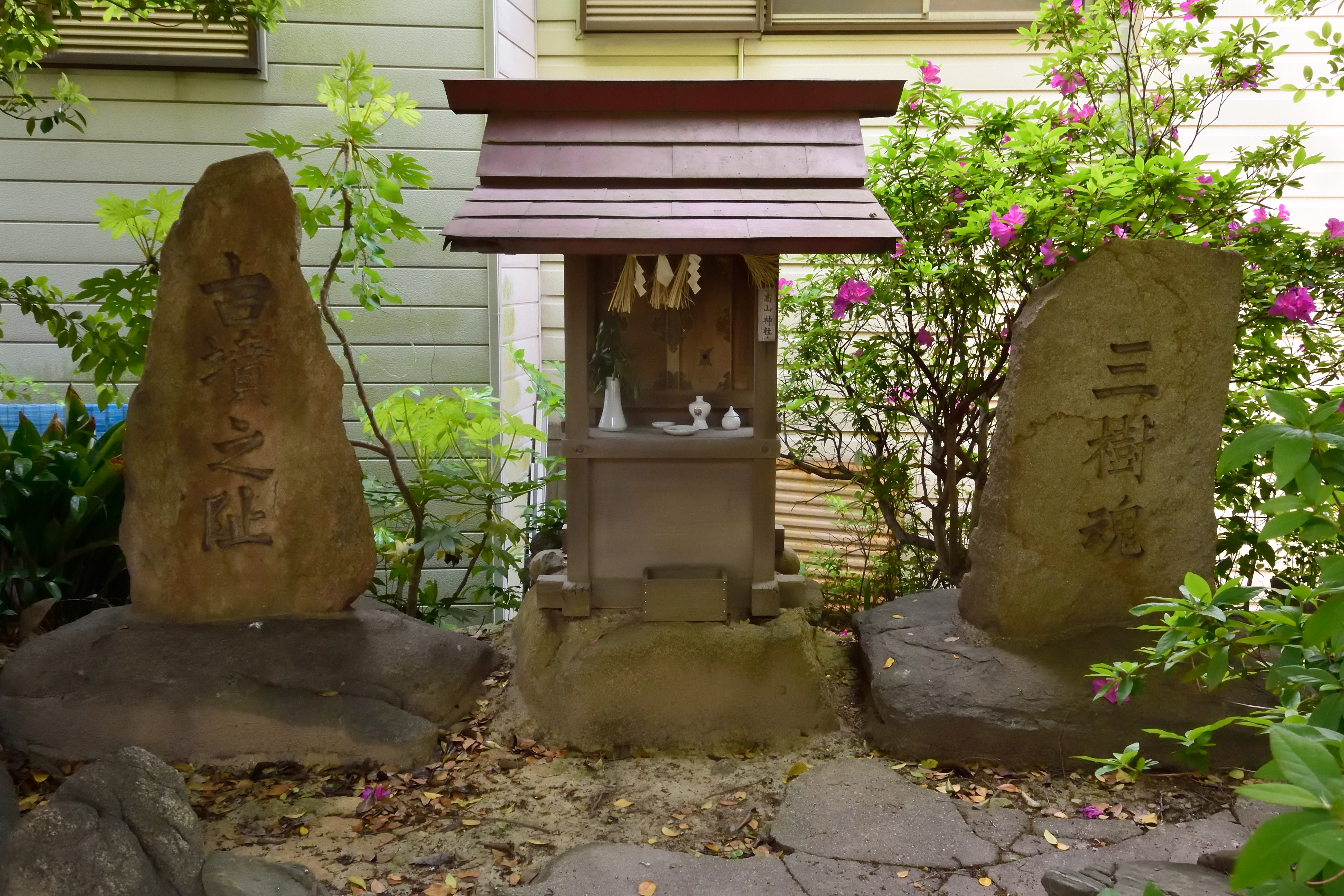
高山古墳

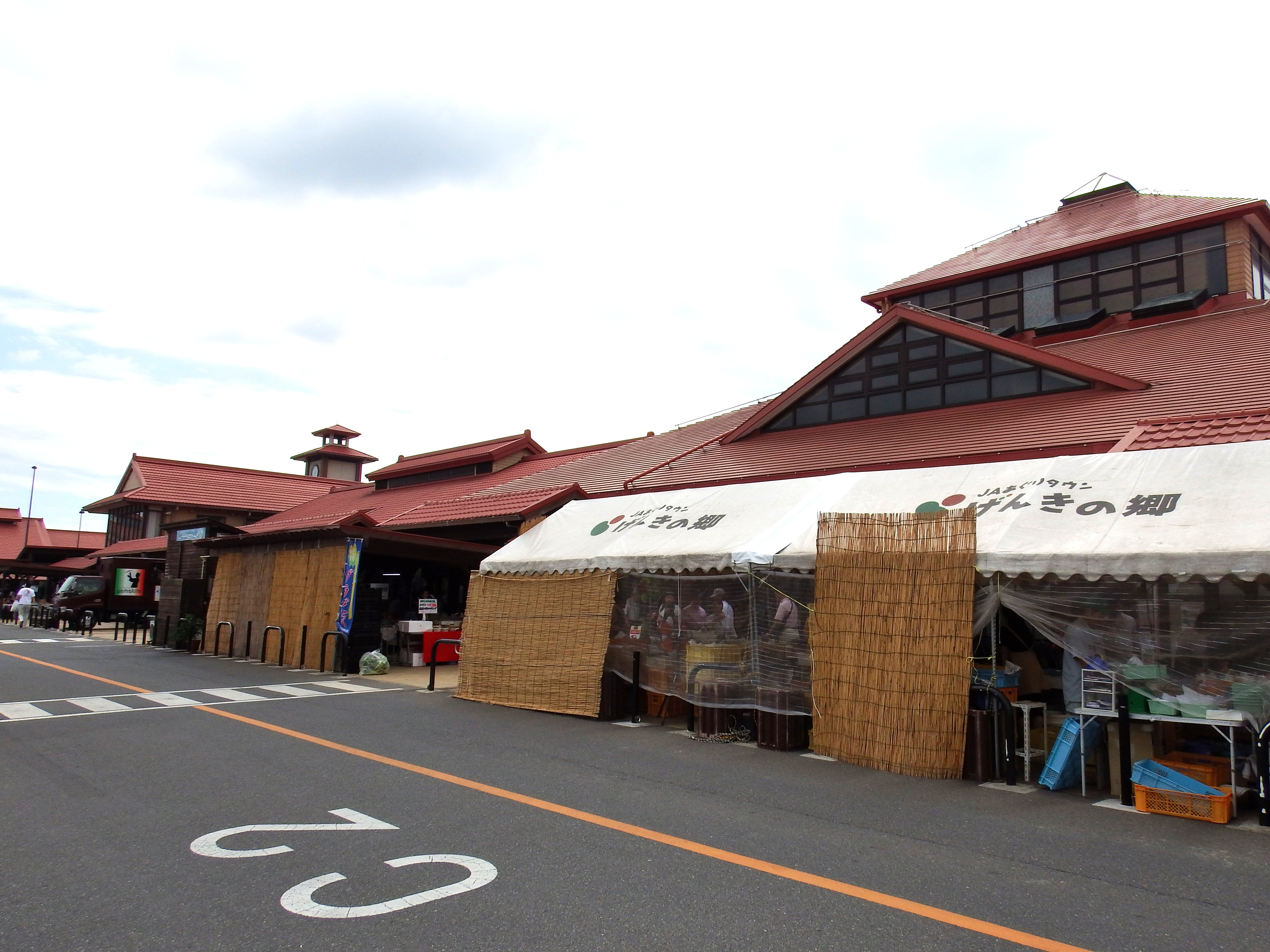
JAあぐりタウン げんきの郷

### 文化財
市内の指定文化財については、大府市指定文化財一覧を参照。

### 名所・旧跡
主な城郭・古戦場
- 石ヶ瀬川古戦場（森岡町など）
- 長草城址（長草町）
- 丸根城址（共栄町）
- 追分城址（東新町）
- 横根城址（横根町）
- 吉川城址（吉川町）

主な寺院
- 知多四国霊場

亮山阿闍梨が2人の行者と1809年（文化6年）に開いたもので、篠栗四国八十八箇所（福岡県）や小豆島八十八箇所（香川県）とともに三大「新四国霊場」の一つとされる。
- 2番 法蔵山 極楽寺（北崎町）
- 3番 海雲山 普門寺（横根町）
- 4番 宝龍山 延命寺（大府町）
- 5番 延命山 地蔵寺（長草町）
- 6番 万年山 常福寺（半月町）
- 88番 瑞木山 円通寺（共和町）
- 大府七福神
  - 浄通院（追分町） 恵比寿
  - 普門寺（横根町） 大黒天
  - 地蔵寺（長草町） 毘沙門天
  - 光善寺（北崎町） 弁財天
  - 地蔵院（中央町） 福禄寿
  - 大日寺（月見町） 寿老人
  - 賢聖院（北崎町） 布袋尊

主な神社
- 熱田神社(朝日町）
- 子安神社（共和町）
- 長草天神社（長草町）
- 藤井神社（横根町）
- 吉川稲荷神社（吉川町）

遺跡・古窯跡等
詳細は「歴史」の項を参照。
- 共栄遺跡（共栄町）
- 桟敷貝塚（朝日町）
- 子安神社遺跡（共和町）
- 高山古墳（中央町）
- 惣作遺跡（横根町）
- 羽根山古窯群（横根町）
- 吉田第1号窯・吉田第2号窯（ともに吉田町）
- おしも井戸（朝日町）
- 芦沢の井（吉田町）
- 大清水（桃山町）

### 観光スポット
温泉
- 有松温泉　喜多の湯
- JAあぐりタウン げんきの郷　めぐみの湯

その他
春
- 石ヶ瀬川堤防のカラシナ
- 大倉公園のつつじ
- 桃山公園のつつじ、桜

夏
- ヒメボタル - 市では、当市域が東海地区有数のヒメボタルの生息地であるとしている。
- 星名池のハス
- 白魦池のスイレン
- 大府長根山ぶどう狩り

## 文化・名物

### 祭事・催事
主な祭事・催事
1月
- 七福神めぐり

2月
- 長草天神社「どぶろく祭り」- 毎年2月25日直前日曜日に開催。
- 大府梅盆展
- パフォーマンスライブ - 市内を拠点に活動する青少年によるグループが出演するライブイベント。

3月
- 大府市民美術展

4月
- 大府菜の花まつり
- 七社神社マントウ馬まつり
- 大倉公園つつじまつり
- 大府あきんどフェスティバル

6月
- おおぶwellcome健康祭

7月
- 共長夏まつり - 毎年7月最終土・日に開催

8月
- 大府夏まつり - 中央通りで開催。

9月
- ウェルネスバレーフェスタ - ウェルネスバレーで開催。シンポジウム、売店、絵画コンテスト、屋外ライブ、花火大会など。

10月
- 北尾山之神社祭礼 - 知多型の山車による祭礼
- 近崎神明社祭礼 - マントウ
- 横根藤井神社祭礼 - 子供三番叟
- 大府市産業文化祭り

11月
- 大府シティ健康マラソン大会（メイン会場石ヶ瀬小学校）
- OBU-1グランプリ - 全国初の市民漫才コンテスト。
- こども料理コンクール「ビストロおぶちゃん」

通年行事
- 熱田神社祭礼・朝市 - 朝市は毎月0または5のつく日に、熱田神社境内で開かれる。
- 大府市音楽祭
- 市役所ロビーコンサート

### 音楽
市では音楽活動が盛んであり、市内の9つの公民館をはじめ、大府市勤労文化会館、おおぶ文化交流の杜、石ヶ瀬会館などが市民の活動の拠点となっている。市役所の1階ロビーでは、定期的に市主催のロビーコンサートが開催される。

### 美術
市内に美術館はないが、市内の文化施設では市民の芸術作品の展示が行われる。また大府市役所の地下ロビーを始め、市内の公共施設には絵画や彫刻が数多く展示されており、市民は優れた芸術作品に親しむことができる。また市民参加型の行事として、大府市民美術展やつつじ祭り「親と子の写生大会」が開催される。

### 演劇
劇団シアターガッツは当市を拠点に活動している。

### スポーツ
戦前より地域スポーツが盛んに行われてきた。現在も市民参加型のスポーツチームが数多くあるほか、市が毎年主催する大府シティ健康マラソン大会には市内外から多くの選手が参加する。平成22年には文部科学省が全国的に展開を進めている総合型地域スポーツクラブとしてOBUエニスポが設立された。
また多くの著名なスポーツ選手も数多く輩出しており、市にゆかりのあるオリンピック金メダリストも多い。

#### スポーツチーム
バドミントン
現在最も盛んなスポーツの一つで、市内に本社を置く東海興業は男子部・女子部共にバドミントンS/Jリーグに加盟しているほか、市内の学校は全国大会に出場するなど有力校が多く、日本ユニシスに所属する打田しづかや野尻野匡世、篠谷菜留を輩出している。またわかしゃち国体では大府市民体育館がバドミントン競技の会場になったほか、全国レベルの大会が開催される。
レスリング
至学館大学レスリング部は世界でも名門として知られており、吉田沙保里や伊調千春、伊調馨姉妹ほか多くの有力選手を輩出している。また、2022年12月には大府市レスリング協会が設立された。
柔道
大石道場が吉田秀彦や谷本歩実らを輩出している。
野球
高校野球では大府高校は公立の有力校で、春夏合わせて7回の甲子園出場経験を持ち、卒業生に元巨人の槙原寛己や元阪神の赤星憲広などがいる。
社会人野球では、三菱自動車岡崎硬式野球部や三菱重工名古屋硬式野球部が市内にある三菱大府グラウンド（現・大府市民球場）を練習拠点にしていた。
その他
市内に本社を置く愛三工業の陸上競技部や自転車競技部の愛三工業レーシングチームが有名である。
同じく市内に本社を置くアペックスのバスケットボールチーム、ホーリーナイツは愛知県実業団リーグに加盟している。
また大相撲では、元関取の服部祐兒や岩崎翔平（最高位 : 西序二段71枚目）が当市出身である。
2022年12月21日に、三河ベイフットボールクラブ株式会社とホームタウン連携協定を締結したことに伴い、FC刈谷のホームタウンの1つとなっている。
市内に拠点を置く主なスポーツクラブ
- フィットネスクラブ レスポ大樹大府
- アスティスポーツクラブ大府店
- アクトススポーツクラブ大府
- カーブス大府桃山
- スイムクラブ大府
- ゴルフ倶楽部大樹
- 名南カントリークラブ

- 大府グリーンゴルフ・コスミックヤード
- ゴルフ工房フラッグ
- グリーンフィールド名高山
- ヤマカゴルフガーデン
- 名古屋オーシャンズフットサルスクール大府校
- FC刈谷サッカースクール大府校
- ドルトムント・サッカーアカデミー 大府

## 出身関連著名人

### 政治・行政
- 鈴置倉次郎（元衆議院議員）
- 久野孝保（第4代大府市長）

### 財界
- 浅田健太郎（明治製菓元副会長）
- 荒川俊治（エス・バイ・エル代表取締役社長）

### スポーツ選手
- 相羽欣厚（元プロ野球選手、読売ジャイアンツ-南海ホークス-阪神タイガース）
- 石田輝也（柔道家）
- 伊藤杏菜（元自転車競技選手）
- 氏家雅行（元プロ野球選手、中日ドラゴンズ）
- 内尾真子（柔道選手）
- 打田しづか（バドミントン選手）
- 大石愛子（柔道家）
- 大石公平（柔道家）
- 小出大貴（プロボクサー）
- 小岩井久美子（元フィギュアスケート選手）
- 栄希和（レスリング選手） - 生まれは兵庫県神戸市。
- 篠谷菜留（バドミントン選手）
- 藤山茂（柔道家）
- 中井貴裕（柔道選手）
- 中原恵司（元プロ野球選手、福岡ソフトバンクホークス）
- 野尻野匡世（バドミントン選手）
- 早川朋宏（元自転車競技選手）
- 平田ネトアントニオマサノリ（フットサル選手、名古屋オーシャンズ）
- 平本真之（競艇選手）
- 藤井裕子（柔道家、旧姓：中野）
- 藤ノ川祐兒（体育学者、元大相撲力士）
- 山倉和博（元プロ野球選手、読売ジャイアンツ） - 生まれは福岡県田川市。
- 山田広二（元プロ野球選手、中日ドラゴンズ）
- 吉田秀彦（格闘家）

### 芸能人・アナウンサー
- 矢野武（フリーアナウンサー）
- 久野静香（フリーアナウンサー・元日本テレビアナウンサー）
- 大島由美子（ローカルタレント）
- 清水くるみ（女優）
- 高井菜緒（女優）
- 早川真代（フリーアナウンサー）
- 原田さとみ（ローカルタレント）
- 松本美奈子（女優）
- 好川喬範（声優）
- 濱嶌瑞樹（元子役・元俳優）
- kento fukaya（お笑い芸人）
- 馬場さおり（荒ぶる神々）（お笑い芸人）

### 文化人
- 石川秀紀（漫画家、イラストレーター） - 生まれは刈谷市。
- 坂ノ睦（漫画家）
- 高城玲（漫画家）
- 佐々木敬之介（カスタムバイクビルダー） - 当市で生まれ、福岡県で育つ。
- 竹内文香（漫画家）
- 竹澤恭子（ヴァイオリン奏者）
- 土田英生（日本劇作家協会理事）
- 野呂エイシロウ（放送作家）
- 広瀬襄（映画監督）
- マギー勝司（手品師）
- 水野紗希（ヴァイオリン奏者）

### 学者
- 永田雅宜（数学者）

### キャラクター
- おぶちゃん（大府市公式マスコットキャラクター）
- 大府あかね（知多娘。）
- 大府・W・桃花（知多娘。）

#### 広報資料・プレスリリースなど一次資料
1. 1 2  “市のシンボル”.   大府市. 2020年10月14日閲覧。
2. 1 2  “韓国洪城郡にあるK-POP高校への交流プログラムに参加する市内在住の 高校生を募集します”.   大府市. 2023年11月20日閲覧。
3. ↑  “交流により深まった日韓の絆がついに開花！大府市と大韓民国洪城郡が姉妹都市協定を締結しました”.   大府市. 2024年9月28日閲覧。
4. ↑  “財政力指数” (web).   大府市. 2021年10月4日閲覧。
5. ↑  大府市行政評価システム 施策評価表 (PDF)  - （2013年10月21日閲覧）
6. ↑  （あいちフレンドシップ交流アルバム）[リンク切れ]
7. 1 2 3  “富山県小矢部市との災害時相互応援協定の締結について” (PDF).   大府市 (2014年2月13日). 2014年2月20日閲覧。
8. ↑  “愛媛県新居浜市と都市間交流協定締結”.   大府市 (2018年12月4日). 2018年12月15日閲覧。
9. ↑  新駅構想 - 大府市（2013年10月20日閲覧）
10. ↑  ウェルネスバレー構想 - 大府市（2013年10月20日閲覧） Archived 2013年10月20日, at the Wayback Machine.
11. ↑  バイオガス発電施設の建設決定について - オオブユニティ株式会社（2013年12月4日閲覧）
12. ↑  バイオマス産業都市の第一次選定地域として決定されました - 大府市（2013年12月4日閲覧）
13. ↑  学校給食について - 大府市（2013年10月22日閲覧）
14. ↑  “「おぶちゃんナンバープレート」及び「おぶちゃん特別住民票」の交付について” (PDF).   大府市 (2012年8月28日). 2013年11月12日閲覧。
15. ↑  大府の自然 - 大府市（2013年10月4日閲覧）
16. ↑  催し物案内 - 大府市観光協会（2013年10月20日閲覧）
17. ↑  OBUエニスポとは何ですか [よくある質問] | 大府市

#### 統計資料
1. ↑  おおぶの統計 6.工業 - 大府市（2013年10月22日閲覧） Archived 2013年10月23日, at the Wayback Machine.